# Färöische Sprache
Färöisch [ˈfɛːʁø.ɪʃ] (färöisch føroyskt [ˈføːɹɪst], dänisch færøsk; daraus abgeleitet die deutsche Bezeichnung Färöisch neben [seltenerem] Färingisch) bildet zusammen mit dem Isländischen die inselnordischen Sprachen im Gegensatz zu den skandinavischen Sprachen Norwegisch, Schwedisch und Dänisch.
Eine mehr auf die Diachronie bezogene Einordnung spricht von Westnordgermanisch und platziert dort Färöisch, Isländisch, westnorwegische Dialekte sowie das ausgestorbene Norn.
Färöisch wird von mindestens 44.000 Menschen auf den politisch zum Königreich Dänemark gehörenden und weitreichende Autonomierechte besitzenden Färöern sowie weiteren Färingern im Ausland gesprochen.
Die Gesamtzahl der Muttersprachler auf der Welt ist unklar. Ältere Schätzungen reichen von 60.000 bis zu 100.000, je nachdem, wie gut die Nachkommen von Muttersprachlern außerhalb der Färöer die Sprache noch beherrschen. Die weitaus größte Anzahl von Färöisch sprechenden Menschen außerhalb der Färöer lebt in Dänemark und hier insbesondere in Kopenhagen. Im Jahr 2007 ermittelte die Nordatlantische Gruppe im Folketing erstmals die Gesamtzahl von Färingern der ersten Generation, d. h. mit färöischen Geburtsort und Wohnsitz in Dänemark. Es wurden 7737 Personen gefunden. Seit 2008 ist jedoch eine stetige Zunahme in der Anzahl dieser Gruppe verzeichnet worden. Ende 2013 lebten laut Danmarks Statistik insgesamt 11.696 Menschen in Dänemark, deren Geburtsort auf den Färöern liegt, 4877 Männer und 6819 Frauen. Es kann davon ausgegangen werden, dass diese Personengruppe (die erste Generation) die färöische Sprache als Muttersprache beherrscht. Hinzu kommen noch Menschen, die in Dänemark geboren wurden und bei Färöisch sprechenden Eltern bzw. Elternteilen aufgewachsen sind, die zweite Generation, sowie in Teilen auch noch die dritte Generation. Neuere Schätzungen gehen sogar von einer Gesamtzahl von 30.000 Färingern in Dänemark aus, wovon die Hälfte, also 15.000 Personen, im Großraum Kopenhagen leben soll. Unklar ist hier jedoch, wie viele davon die Sprache noch aktiv sprechen können.
Färöisch gehört damit zu den kleineren germanischen Sprachen (indogermanische Sprachfamilie).
In färöischer Sprache werden viele Bücher herausgegeben. Von 1822 bis 2002 erschienen 4306 Titel, wobei das Jahr 2000 mit 170 Titeln (darunter 66 Übersetzungen aus anderen Sprachen) der bisherige Rekord ist, ein Buchtitel auf etwa 325 Einwohner.
Nicht zuletzt durch ihren Status als Amtssprache auf den Färöern und durch die reichhaltige färöische Literatur gilt sie heute als nicht mehr gefährdet gegenüber der Dominanz des Dänischen bis in das 20. Jahrhundert hinein.
Der älteste Text auf Faröisch, der Seyðabrævið aus dem 14. Jahrhundert, befindet sich in der Bibliothek der Universität Lund.

## Gegenseitige Verständlichkeit Färöisch-Isländisch-Norwegisch

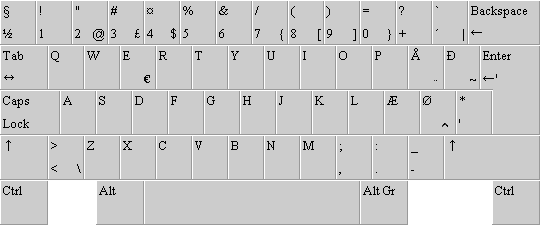
Das färöische Tastaturlayout ist mit dem dänischen fast identisch, hat aber noch zusätzlich ein ð.

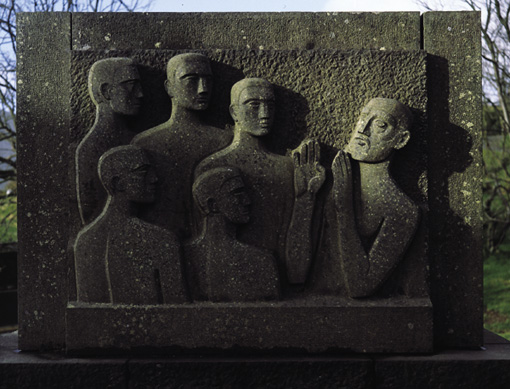
Móðurmálið („Die Muttersprache“) von Janus Kamban 1948, ist ein Denkmal in Tórshavn für die Einführung der färöischen Schriftsprache durch V. U. Hammershaimb.

Färöisch und Isländisch sind schriftsprachlich gegenseitig verständlich. Beide modernen Sprachformen stehen in grammatischer Hinsicht noch dem Altwestnordischen nahe. Die gegenseitige Verständlichkeit der gesprochenen Sprachen Färöisch und Isländisch ist hingegen eingeschränkt. Hammershaimb (1891) spricht von gegenseitiger Verständlichkeit zwischen Färöisch und westnorwegischen Dialekten, mit denen es größere Übereinstimmungen im Vokabular aufweise. Wie weit das heute noch gegeben ist, ist schwer prüfbar, denn es spielt auch die Zweisprachigkeit bei den Färingern eine wichtige Rolle: Sie lernen Dänisch bis auf annähernd muttersprachliches Niveau und können deshalb auch Norwegisch gut verstehen.
Das nordische Dialektkontinuum wird heute nur noch für die festlandskandinavischen Dialekte in Norwegen, Schweden und Dänemark angenommen, trotzdem soll die färöische Schriftsprache vielen Norwegern relativ leicht verständlich erscheinen.
Die alte Kolonialsprache Dänisch hingegen ist mit Färöisch weder in Schrift noch Aussprache gegenseitig verständlich, obwohl sie von der gemeinsamen urnordischen Vorläufersprache abstammt. Dänen können ohne weitere Färöischkenntnisse in der Regel nur einen Teil geschriebener Texte entziffern und von der gesprochenen Sprache nur einzelne Wörter erahnen. Färinger hingegen lernen Dänisch ab der 3. Klasse in der Schule und beherrschen es (in der Schriftsprache) oft auf muttersprachlichem Niveau. Den färöischen Akzent – gøtudanskt genannt – hört man aber meist heraus.
Obwohl Isländisch und Färöisch von allen skandinavischen Sprachen dem Altwestnordischen phonologisch und grammatisch am nächsten sind, müssen Isländer und Färinger gleichermaßen üben, um es zu verstehen. Generell lässt sich sagen, dass sich Färöisch mehr vom Ursprung entfernt hat als Isländisch. Dies zeigt sich besonders bei der Flexion der Substantive und Verben, die einfacher ausfallen als im Altnordischen, aber weitaus komplexer als im Dänischen.

## Dialekte

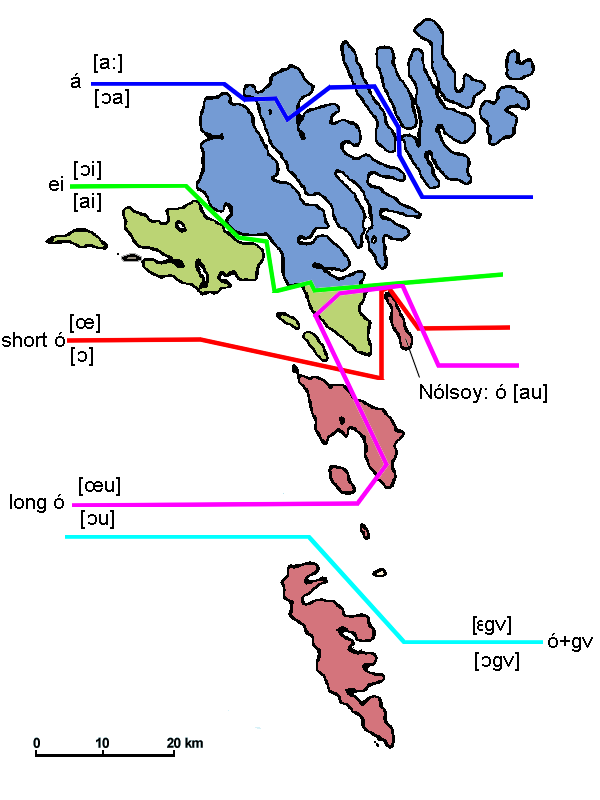
Die wichtigsten Isoglossen und Hauptdialekte der Färöer. Die rot markierte Isoglosse teilt Färöisch in einen Nord- und einen Süddialekt und gilt als Hauptisoglosse. Die Hauptdialekte sind flächig eingefärbt:
Nordinseldialekt
Tórshavner Dialekt
Südinseldialekt

Trotz der relativ geringen Bevölkerung und Fläche der Färöer gibt es aufgrund der geographischen Situation große Dialektunterschiede (im Gegensatz zum viel weitläufigeren Island). Die wichtigste Isoglosse läuft entlang dem Skopunarfjørður als Wasserstraße zwischen Sandoy und Streymoy (auf der Abbildung rot markiert: „short ó“). Sie teilt das Färöische in die Hauptgruppen:
- Norddialekt (Nordfjordsdialekt)
- Süddialekt (Südfjordsdialekt)

Die Trennung der beiden Hauptdialekte fand im 15. Jahrhundert statt. Typische Merkmale sind:
| Altnordisch | Färöisch     | Färöisch |
| ----------- | ------------ | -------- |
|             | Nord         | Süd      |
| ó           | [ɛu]         | [ɔu]     |
| ei          | [ɔi]         | [ai]     |
| æ           | [ɛː] -> [ɛa] | [eː]     |

Die Dialektgruppe nordfjords zerfällt in:
- Eysturoy-Dialekt (+Sundalag-Dialekt)
- Nordinseln-Dialekt (nordöstlich der blauen Isoglosse auf der Abbildung)
- Tórshavn-Dialekt (Südstreymoy-Dialekt mit Hestur und Koltur)
- Vágar-Dialekt (mit Mykines)

Diese können auch in zwei Gruppen zusammengefasst werden: Tórshavn-Vágar und Eysturoy-Nordinseln (durch die grüne Isoglosse auf der Abbildung getrennt).
Die Dialektgruppe südfjords zerfällt in:
- Dialekt von Sandoy, Skúvoy und Stóra Dímun
- Suðuroy-Dialekt (südlich des Suðuroyarfjørður mit eigenen Lexemen und Formen und weiteren lokalen Dialekten – durch die türkisfarbene Isoglosse auf der Abb. illustriert)

Als „standardsprachlich“ gelten die Dialekte von Vágar oder Tórshavn. Sprecher sowohl des Nordinseln- als auch des Suðuroy-Dialekts kann man am deutlichsten davon unterscheiden. Daher erscheint es sinnvoll, von drei Hauptgruppen zu sprechen:
1. Nordinseln-Eysturoydialekt (blau eingefärbt auf der Karte)
2. Südfjordsdialekt (rot)
3. Tórshavn-Südstreymoy-Vágar-Dialekt (grün)

Hierbei bilden 1. und 2. wiederum eine Gruppe, die deutlich von 3. unterschieden werden kann. Der Skopunarfjørður hat daher also eine ähnliche Bedeutung für das Färöische wie die Benrather Linie für das Deutsche.
Bereits Jens Christian Svabo berichtete Ende des 18. Jahrhunderts in seinem Vorwort zum Dictionarium Færoense von diesen drei Hauptdialekten. Den Nordinseln-Dialekt und den Südinseln-Dialekt sah er als das „reinste“ Färöisch an, während er das Tórshavnerisch als „verdorben“ bezeichnete. Die „Korrumpiertheit“ des Tórshavner Dialekts führt Svabo vermutlich auf den dortigen Einfluss der Kolonialsprache Dänisch zurück.
Auch wenn es bis heute keine Standardaussprache des Färöischen gibt, orientieren sich Ausspracheangaben in etwa am Dialekt von Tórshavn/Südstreymoy, der auch die höchste Sprecherzahl hat.

## Geschichte
|            | Gesprochene Sprache                            | Schriftsprache                                   |
| ---------- | ---------------------------------------------- | ------------------------------------------------ |
| 900–1400   | Altwestnordisch (norrønt)                      | Altwestnordisch (norrønt)                        |
| 1400–1600  | Altfäröisch (miðaldarføroyskt)                 | Altfäröisch (miðaldarføroyskt)                   |
| 1600–1770  | Spätes Altfäröisch oder Neufäröisch (føroyskt) | – (dänisch)                                      |
| 1770–1846  | Neufäröisch (føroyskt)                         | Neufäröische Lautschrift (Svabo)                 |
| 1846–heute | Neufäröisch (føroyskt)                         | Etymologisierende Rechtschreibung (Hammershaimb) |

Das heutige Färöisch ähnelt im Schriftbild äußerlich zwar dem Altnordischen, aber es fanden durchgreifende Lautentwicklungen statt, die das Sprachgebiet in zwei Hauptvarietäten (Nord und Süd) teilten.
| 9. Jahrhundert (altnordisch) | 9. Jahrhundert (altnordisch) | 9. Jahrhundert (altnordisch) | 9. Jahrhundert (altnordisch) | 14. Jahrhundert (Frühes Färöisch) | 14. Jahrhundert (Frühes Färöisch) | 14. Jahrhundert (Frühes Färöisch) | 14. Jahrhundert (Frühes Färöisch) | 16. Jahrhundert (Altfäröisch) | 16. Jahrhundert (Altfäröisch) | 16. Jahrhundert (Altfäröisch) | 16. Jahrhundert (Altfäröisch) | 17. Jahrhundert (Spätes Altfäröisch) | 17. Jahrhundert (Spätes Altfäröisch) | 17. Jahrhundert (Spätes Altfäröisch) | 17. Jahrhundert (Spätes Altfäröisch) | 20. Jahrhundert (Neufäröisch) | 20. Jahrhundert (Neufäröisch) | 20. Jahrhundert (Neufäröisch) | 20. Jahrhundert (Neufäröisch) |    |  |  |  |
| ---------------------------- | ---------------------------- | ---------------------------- | ---------------------------- | --------------------------------- | --------------------------------- | --------------------------------- | --------------------------------- | ----------------------------- | ----------------------------- | ----------------------------- | ----------------------------- | ------------------------------------ | ------------------------------------ | ------------------------------------ | ------------------------------------ | ----------------------------- | ----------------------------- | ----------------------------- | ----------------------------- | -- |  |  |  |
|                              |                              |                              |                              |                                   |                                   |                                   |                                   | Nord                          | Nord                          | Süd                           | Süd                           | Nord                                 | Nord                                 | Süd                                  | Süd                                  | Nord                          | Nord                          | Süd                           | Süd                           |    |  |  |  |
|                              |                              |                              |                              |                                   |                                   |                                   |                                   | lang                          | lang                          | lang                          | lang                          | lang                                 | kurz                                 | lang                                 | kurz                                 | lang                          | kurz                          | lang                          | kurz                          |    |  |  |  |
| i                            | i                            | i                            | i                            | /i/                               | /i/                               | /i/                               | /i/                               | /iː/                          | /iː/                          | /iː/                          | /iː/                          | /iː/                                 | /ɪ/                                  | /iː/                                 | /ɪ/                                  | [iː]                          | [ɪ]                           | [iː]                          | [ɪ]                           | i  |  |  |  |
| y                            | y                            | y                            | y                            | /y/                               | /y/                               | /y/                               | /y/                               | /iː/                          | /iː/                          | /iː/                          | /iː/                          | /iː/                                 | /ɪ/                                  | /iː/                                 | /ɪ/                                  | [iː]                          | [ɪ]                           | [iː]                          | –                             | y  |  |  |  |
| e                            | e                            | e                            | e                            | /e/                               | /e/                               | /e/                               | /e/                               | /eː/                          | /eː/                          | /eː/                          | /eː/                          | /eː/                                 | /ɛ/                                  | /e/                                  | /ɛ/                                  | [eː]                          | [ɛ]                           | [eː]                          | [ɛ]                           | e  |  |  |  |
| ø                            | ø                            | ø                            | ø                            | /ø/                               | /ø/                               | /ø/                               | /ø/                               | /øː/                          | /øː/                          | /ø/                           | /ø/                           | /øː/                                 | /œ/                                  | /øː/                                 | /œ/                                  | [øː]                          | [œ]                           | [øː]                          | [ʏ]                           | ø  |  |  |  |
| u                            | u                            | u                            | u                            | /u/                               | /u/                               | /u/                               | /u/                               | /uː/                          | /uː/                          | /uː/                          | /uː/                          | /uː/                                 | /ʊ/                                  | /uː/                                 | /ʊ/                                  | [uː]                          | [ʊ]                           | [uː]                          | [ʊ]                           | u  |  |  |  |
| o                            | o                            | o                            | o                            | /o/                               | /o/                               | /o/                               | /o/                               | /oː/                          | /oː/                          | /o/                           | /o/                           | /oː/                                 | /ɔ/                                  | /oː/                                 | /ɔ/                                  | [oː]                          | [ɔ]                           | [oː]                          | [ɔ]                           | o  |  |  |  |
| ǫ                            | ǫ                            | ǫ                            | ǫ                            | /ɔ/                               | /ɔ/                               | /ɔ/                               | /ɔ/                               | /øː/                          | /øː/                          | /øː/                          | /øː/                          | /øː/                                 | /œ/                                  | /øː/                                 | /œ/                                  | [øː]                          | [œ]                           | [øː]                          | [ʏ]                           | ø  |  |  |  |
| a                            | a                            | a                            | a                            | /a/                               | /a/                               | /a/                               | /a/                               | /ɛː/                          | /ɛː/                          | /ɛː/                          | /ɛː/                          | /ɛː/                                 | /ɛ/                                  | /ɛː/                                 | /ɛ/                                  | [ɛa]                          | [a]                           | [ɛa]                          | [a]                           | a  |  |  |  |
| Langvokal -> Diphthong       |                              |                              |                              |                                   |                                   |                                   |                                   |                               |                               |                               |                               |                                      |                                      |                                      |                                      |                               |                               |                               |                               |    |  |  |  |
| í                            | í                            | í                            | í                            | /iː/                              | /iː/                              | /iː/                              | /iː/                              | /ʊɪ/                          | /ʊɪ/                          | /ʊɪ/                          | /ʊɪ/                          | /ʊɪ/                                 | /ʊɪ̯/                                 | /ʊɪ/                                 | /ʊɪ̯/                                 | [ui]                          | [ʊɪ̯]                          | [ui]                          | [ʊɪ̯]                          | í  |  |  |  |
| ý                            | ý                            | ý                            | ý                            | /yː/                              | /yː/                              | /yː/                              | /yː/                              | /ʊɪ/                          | /ʊɪ/                          | /ʊɪ/                          | /ʊɪ/                          | /ʊɪ/                                 | /ʊɪ̯/                                 | /ʊɪ/                                 | /ʊɪ̯/                                 | [ui]                          | [ʊɪ̯]                          | [ui]                          | [ʊɪ̯]                          | ý  |  |  |  |
| æ                            | æ                            | æ                            | æ                            | /ɛː/                              | /ɛː/                              | /ɛː/                              | /ɛː/                              | /ɛː/                          | /ɛː/                          | /eː/                          | /eː/                          | /ɛː/                                 | /ɛ/                                  | /eː/                                 | /ɛ/                                  | [ɛa]                          | [a]                           | [eː]                          | [ɛ]                           | æ  |  |  |  |
| ǿ                            | ǿ                            | ǿ                            | ǿ                            | /øː/                              | /øː/                              | /øː/                              | /øː/                              | /øː/                          | /øː/                          | /øː/                          | /øː/                          | /øː/                                 | /œ/                                  | /øː/                                 | /œ/                                  | [øː]                          | [œ]                           | [øː]                          | [ʏ]                           | ø  |  |  |  |
| ú                            | ú                            | ú                            | ú                            | /uː/                              | /uː/                              | /uː/                              | /uː/                              | /ʉu/                          | /ʉu/                          | /ʉu/                          | /ʉu/                          | /ʉu/                                 | /ʉʏ/                                 | /ʉu/                                 | /ʉʏ̯/                                 | [ʉu]                          | [ʏ]                           | [ʉu]                          | [ʏ]                           | ú  |  |  |  |
| ó                            | ó                            | ó                            | ó                            | /oː/                              | /oː/                              | /oː/                              | /oː/                              | /ɔu/                          | /ɔu/                          | /ɔu/                          | /ɔu/                          | /ɛu/                                 | /ɜ/                                  | /ɔu/                                 | /ɔ/                                  | [ɛu]                          | [ɜ]                           | [ɔu]                          | [ɔ]                           | ó  |  |  |  |
| ǭ und á                      | ǭ und á                      | ǭ und á                      | ǭ und á                      | /aː/                              | /aː/                              | /aː/                              | /aː/                              | /aː/                          | /aː/                          | /aː/                          | /aː/                          | /ɔː/                                 | /ɔ/                                  | /ɔː/                                 | /ɔ/                                  | [ɔa]                          | [ɔ]                           | [ɔa]                          | [ɔ]                           | á  |  |  |  |
| Echte Diphthonge             |                              |                              |                              |                                   |                                   |                                   |                                   |                               |                               |                               |                               |                                      |                                      |                                      |                                      |                               |                               |                               |                               |    |  |  |  |
| au                           | au                           | au                           | au                           | /au/                              | /au/                              | /au/                              | /au/                              | /ɛɪ/                          | /ɛɪ/                          | /ɛɪ/                          | /ɛɪ/                          | /ɛɪ/                                 | /ɛɪ̯/                                 | /ɛɪ/                                 | /ɛɪ̯/                                 | [ɛi]                          | [ɛ]                           | [ɛi]                          | [ɛ]                           | ey |  |  |  |
| øy                           | øy                           | øy                           | øy                           | /øʏ/                              | /øʏ/                              | /øʏ/                              | /øʏ/                              | /ɔɪ/                          | /ɔɪ/                          | /ɔɪ/                          | /ɔɪ/                          | /ɔɪ/                                 | /ɔɪ̯/                                 | /ɔɪ/                                 | /ɔɪ̯/                                 | [ɔi]                          | [ɔ]                           | [ɔi]                          | [ɔ]                           | oy |  |  |  |
| ei                           | ei                           | ei                           | ei                           | /ɛi/                              | /ɛi/                              | /ɛi/                              | /ɛi/                              | /aɪ/                          | /aɪ/                          | /aɪ/                          | /aɪ/                          | /aɪ/                                 | /aɪ̯/                                 | /aɪ/                                 | /aɪ̯/                                 | [ɔi]                          | [ɔ]                           | [ai]                          | [aɪ̯]                          | ei |  |  |  |

### Altwestnordisch

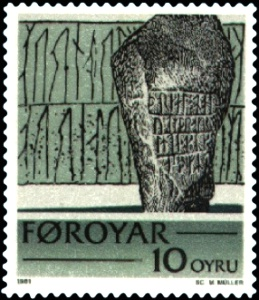
Der Sandavágsstein aus dem 12. Jahrhundert bezeugt: Þorkell Önondarsonr, austmaðr af Rogalandi, bygði þenna stað fyrst. („Torkil Önundarson, Ostmann aus Rogaland, bewohnte diese Stätte zuerst.“)

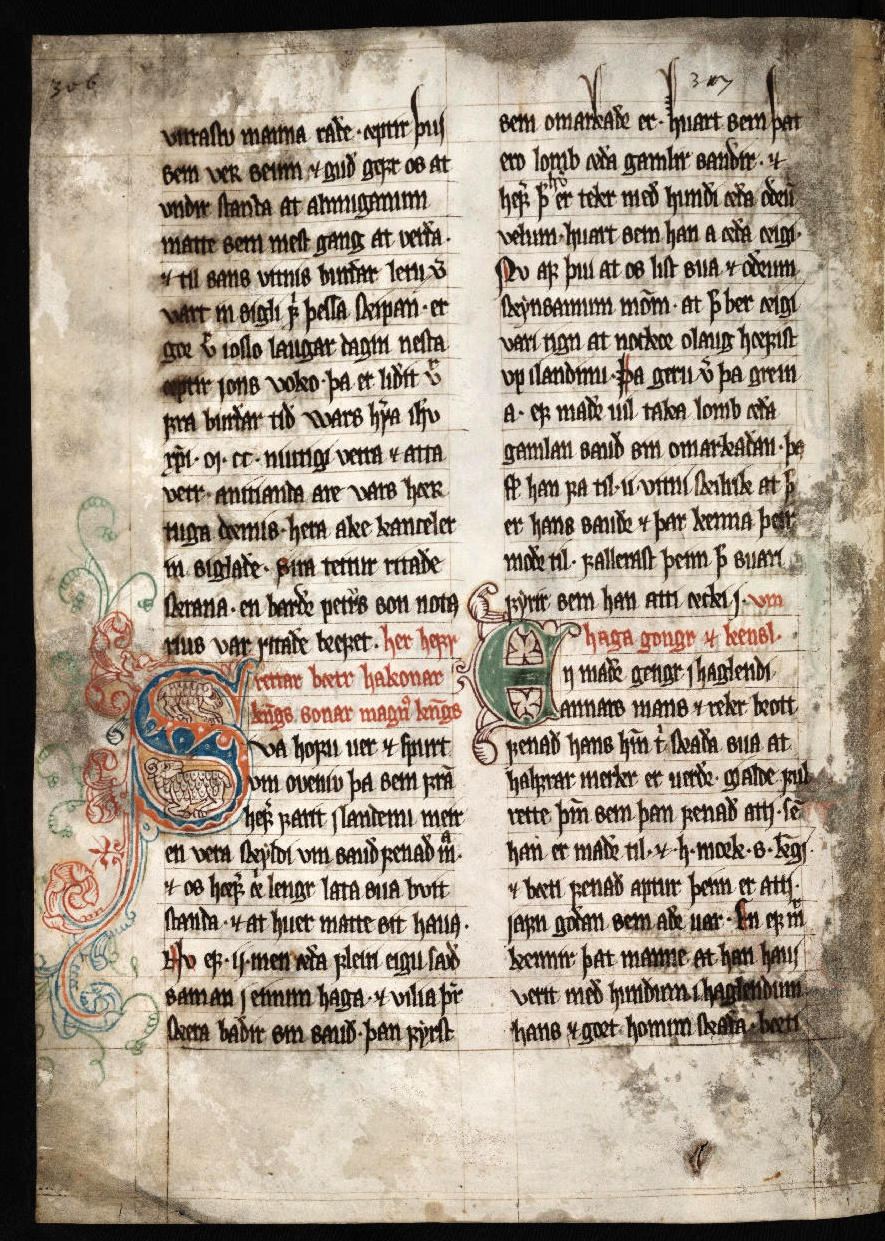
Der Schafsbrief von 1298 ist das älteste altnordische Dokument in der Bibliothek der Universität Lund in Schweden. Gleichzeitig ist er das älteste Dokument der Färöer. Hier treten erste färöische Abweichungen vom Altnordischen auf.

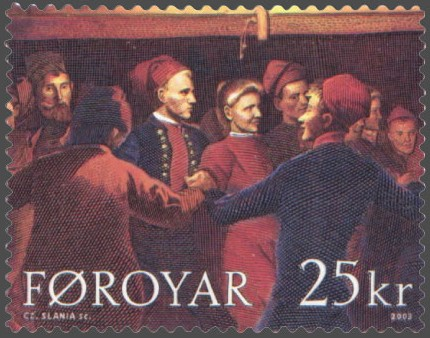
Der färöische Kettentanz bewahrte die zigtausende Verse der alten färöischen Tanzballaden und durch diese mündliche Überlieferung letztlich die färöische Sprache, bis sie endlich Ende des 18. Jahrhunderts von Jens Christian Svabo aufgezeichnet wurde.

Das Altwestnordische (Altnorwegisch) kam im 9. Jahrhundert in der Wikingerzeit auf die Färöer. Die meisten Siedler stammten aus dem südwestlichen Norwegen. Gälische Sprachreste belegen, dass ein Teil der nordischen Einwanderer über die britischen Inseln kam.
Durch die Christianisierung der Färöer um 1000 fielen die Inseln an Norwegen, was den sprachlichen Einfluss weiter verfestigte. Lautstand, Formenbau, Wortschatz und Satzbildung des Norwegischen finden sich auch im Färöischen wieder.
Der älteste bekannte Runenstein, der auf den Färöern gefunden wurde, ist der Kirkjubøstein von ca. 1000. Der Sandavágsstein stammt aus dem 12. Jahrhundert, und der Fámjinsstein aus dem 16. Jahrhundert. Letzterer belegt die (teilweise) Verwendung der Runenschrift bis in die Zeit nach der Reformation.
Bis ins 13. Jahrhundert unterschied sich die westnordische Sprache auf den Färöern kaum von den Sprachformen in Island und Norwegen.
Erstes färöisches Dokument in lateinischer Schrift ist der Schafsbrief („Seyðabrævið“) von 1289. Hier zeigen sich bereits vereinzelte Abweichungen vom Norwegischen (Altnordischen), z. B. girða statt gærda („einzäunen“).
Der Schwarze Tod um 1350 halbierte die färöische Bevölkerung, sodass neue Einwanderer aus Norwegen kamen und der Þ-Laut allmählich verschwand, wie er in den Húsavíkbriefen noch vorkam.
1380 gerieten die Färöer zusammen mit Island in die dänisch-norwegische Personalunion und damit faktisch unter dänische Herrschaft, gleichwohl die nordatlantischen Inseln als norwegische Kolonien betrachtet wurden.

### Altfäröisch
Erst ab dem 15. Jahrhundert bildete sich eine eigenständige färöische Varietät der nordischen Sprache, das Altfäröische im Gegensatz zum Altnordischen, Isländischen oder Norwegischen. Im färöischen Standardlehrbuch Mállæra 1997 wird diese Sprachstufe auch „Mittelalterfäröisch“ (miðaldarføroyskt) genannt.
Linguistisch entscheidend sind hierfür die Húsavík-Briefe („Húsavíkarbrøvini“), die von 1403 bis 1405 datieren. Anhand von Schreibfehlern des Altnordischen kann nachgewiesen werden, inwieweit sich die färöische Aussprache von diesem unterschied. So steht dort an einer Stelle hrentadi statt des korrekten rentaði („rentierte“), was nach Jakobsen und Matras ein Hinweis darauf ist, dass im Färöischen kein /h/ mehr vor dem /r/ vorkam, wodurch der verunsicherte Schreiber es vor ein Wort setzte, wo es auch im Altnordischen nicht hingehört hätte. Ein anderes Beispiel ist huast statt kvask („selbst gesagt“). Hier wäre /kv/ die etymologisch korrekte Aussprache, aber da im Färöischen /hv/ zu /kv/ wurde, konnte der Schreiber auch hier nicht mehr unterscheiden.
Beispiel mit dem Schreibfehler „hrentadi“. Auffallend ist die große Ähnlichkeit des altnordischen/altfäröischen Textes mit der heutigen Grammatik:
- Altfäröisch: en so mykid j Hiatlande ad segs skillingar ok xl hrentadi leigan a huerium tolf manadum ...
- Neufäröisch: og so mikið í Hetlandi, at seks og fjøruti skillingar rentaði leigan á hvørjum tólf mánaðum ...
- Übersetzung: „und so viel in Shetland, dass für den Kredit alle zwölf Monate sechsundvierzig Schillinge Zinsen anfielen ...“

### Älteres Neufäröisch
Die Reformation auf den Färöern 1538 bewirkte, dass Dänisch alleinige Schriftsprache wurde und sich endgültig durchsetzte. Ab ca. 1600 spricht man von der neufäröischen Sprache, die sich in drei Hauptdialekte auffächert. Die Periode bis 1750 wird auch als älteres Neufäröisch bezeichnet.
Das Färöische teilte nach der Reformation ein ähnliches Schicksal wie das Norwegische: Dänisch als Kirchensprache, Rechtssprache und Unterrichtssprache, dänische Lehrbücher und dänische Unterhaltungsliteratur. Die Isländer hingegen wachten über ihre alte Sprache und entwickelten sie in dieser Zeit weiter auf Grundlage des Altnordischen (bis heute). Das Isländische bestand als Literatursprache weiter fort und konnte das ganze Volk unter einer Standardsprache einen, während sich Färöisch und Norwegisch in viele Dialekte aufspalteten.
Eine färöische Schriftsprache gab es ab der Reformation nicht mehr. Es konnte aber – anders als in Norwegen – in den alten Balladen und der überall gesprochenen Alltagssprache überleben. Bis Ende des 18. Jahrhunderts liegen nur sporadische Schriftzeugnisse vor. Zum Beispiel existiert ein Dokument von 1532, das eine Sammlung norwegischer Gesetzestexte beinhaltet und Jógvan Heinason (1541–1602) gehörte.
Die meisten Dokumente bezüglich der Färöer wurden nach der Reformation auf Dänisch geschrieben, aber dort finden sich auch einzelne färöische Wörter, insbesondere Orts- und Personennamen. Die wichtigsten Quellen hierfür sind die jarðabøkur (Grundbücher seit 1584 erhalten) und tingbøkur (Gerichtsprotokolle seit 1615 erhalten). Hier lässt sich z. B. nachweisen, dass der Ð-Laut nicht mehr ausgesprochen wurde.
Im ersten Buch über die Färöer, Færoæ & Færoa Reserata, schreibt Lucas Debes 1673:

„Ihre Sprache ist die Norwegische; anitzo aber sprechen sie meistentheils Dänisch. Sie haben aber gleichwohl viele alte Norwegische Worte behalten, und man findet einen großen Unterschied ihrer Aussprache, zwischen denen so auf den nördlichen Inseln, und denen so auf den südlichen Inseln wohnen.“

Mit anderen Worten empfand man zu Debes’ Zeiten die färöische Landessprache oft noch als eine Art Norwegisch. Hammershaimb weist in seiner Færøsk Anthologi 1891 nach, dass Debes eine Festrede zitiert, in der, trotz dänischem Duktus, altnordische Wendungen erkennbar sind. Debes verwendet auch andernorts in seiner Reisebeschreibung typisch färöische Begriffe.
In den alten Tanzballaden haben zum Teil veraltete Wörter und Flexionen überlebt, aber es ist meist unmöglich, sie zeitlich zu bestimmen. Diese Wörter und Formen sind im heutigen Føroysk orðabók erfasst und entsprechend gekennzeichnet, was die Verständlichkeit des alten Balladenstoffs erleichtert.
Die ersten schriftlichen Fragmente färöischer Balladen finden sich 1639 beim dänischen Altertumsforscher Ole Worm.

### Phonetische Verschriftlichung des Neufäröischen
Die Ausgangsbedingungen des Färöischen waren weitaus ungünstiger als die des Isländischen, der am nächsten verwandten Schwestersprache. Nach der Reformation im 16. Jahrhundert konnte sich Isländisch in allen Bereichen (Kirche, Staat und Literatur) gegenüber dem Dänischen behaupten, während das Färöische nur noch mündlich in den alten und neuen Balladen überlebte. Kann Island auf eine ungebrochene Kontinuität seit der Landnahme zurückblicken, so entstand Färöisch erst nach vielen Mühen und Kämpfen seit Mitte des 19. Jahrhunderts neu und ist erst seit Mitte des 20. Jahrhunderts in (fast) jeder Hinsicht anerkannt.

#### Svabo
Der erste Pionier des geschriebenen Färöisch war der Gelehrte Jens Christian Svabo (1746–1824). Im Rahmen seiner Indberetninger fra en Reise i Færø 1781–82 sammelte er alte färöische Balladen und schrieb sie als erster nieder. Allerdings gelangten sie erst lange nach seinem Tode zum Druck. Svabos Orthographie orientierte sich am Dialekt von Vágar, versuchte aber bereits eine Standardisierung. Sein Dictionarium Færoense (um 1773) ist das erste färöische Wörterbuch. Es existiert in sieben bekannten Manuskripten und wurde 1966 herausgebracht. Es ist ein Wörterbuch Färöisch-Dänisch-Latein. Svabo schrieb das Wörterbuch in der Annahme, dass Färöisch aussterben würde, aber noch für die Nachwelt dokumentiert werden sollte.
Ein Beispiel für Svabos lautnahe und bemerkenswert konsistente Orthographie:
| Svabo                                                                                          | IPA-Lautschrift                                                                                   | Modernes Färöisch                                                                        | Übersetzung                                                                                             |
| ---------------------------------------------------------------------------------------------- | ------------------------------------------------------------------------------------------------- | ---------------------------------------------------------------------------------------- | --- |
| Aarla vear um Morgunin Seulin roär uj Fjødl Tajr seuü ajn so miklan Mann rujä eav Garsiä Hødl. | ɔaɹla vɛaɹ ʊm mɔɹgunɪn sɔulɪn ɹoːaɹ ʊi fjœdl taiɹ sɔuwʊ ain so miːklan manː ɹʊija ɛav garsia hœdl | Árla var um morgunin sólin roðar í fjøll teir sóu ein so miklan mann ríða av Garsia høll | Es war früh am Morgen die Sonne rötete die Berge sie sahen einen großen Mann von Garsias Palast reiten. |

Svabos Schreibweise des Vágar-Dialekts Ende des 18. Jahrhunderts zeigt, dass das Färöische sich seitdem kaum in der Aussprache geändert hat. Dass er /ó/ als /eu/ schreibt, spiegelt die dialektale Aussprache nördlich der Linie Suðuroy-Tórshavn wider (violette Isoglosse auf der Karte oben) als [œu] anstelle von [ɔu].

#### Schrøters Sigurdlieder
Das erste gedruckte Buch auf Färöisch trägt den dänischen Titel Færøiske Qvæder om Sigurd Fofnersbane og hans Æt und wurde 1822 vom dänischen Pfarrer Hans Christian Lyngbye (1782–1837) verfasst, dokumentierte die Sigurdlieder, die von seinem färöischen Kollegen Johan Henrik Schrøter (1771–1851) gesammelt wurden.
Ein Beispiel von Schrøters Orthographie in dem Buch von 1822, die sehr der von Svabo ähnelt. Auch hier ist die Schreibweise viel näher an der tatsächlichen (Standard-)Aussprache als die heutige Orthographie:
| Schrøter | IPA-Lautschrift                                                                                                 | Modernes Färöisch                                                                                       | Übersetzung |
| --- | --- | --- | --- |
| Brinild situr uj gjiltan Stouli, Teâ hit veâna Vujv, Drevur hoon Sjúra eâv Nordlondun Uj Hildarhaj tiil sujn. | bɹiːn(h)ɪld siːtʊɹ ʊi ʤɪltʊn stɔulɪ tɛa hɪtː vɛana vʊiv dɹevʊɹ hoːn ʃʉuɹa ɛav noːɹlɔndʊn ʊi hɪldaɹhai tiːl sʊin | Brynhild situr í gyltum stóli, tað hitt væna vív, dregur hon Sjúrða av Norðlondum í Hildarheið til sín. | Brunhild sitzt auf einem güldnen Stuhl, das schöne Weib zieht Sigurd aus dem Nordland an zu sich nach Hildes Heide. |

#### Jóannes í Krókis Sandoyarbók
Ein anderer Pionier jener Jahre war Jóannes í Króki (Johannes Clemensen oder Klemensen, 1794–1869), der in der bekannten Sandoyarbók (1821–1831) ebenfalls färöische Balladen sammelte. Es ist mit 93 färöischen Balladen das umfangreichste Werk seiner Art, das je von einem Einzelnen zusammengetragen wurde. Seine Schreibweise widerspiegelte den Dialekt von Sandoy. Auch seine Orthographie zeigt bemerkenswerte Ähnlichkeiten mit der heutigen Aussprache. Allerdings ist es keine Lautschrift im Sinne der Svaboschen Orthographie.
| Jóannes í Króki                                                                     | IPA-Lautschrift                                                                         | Modernes Färöisch                                                                        | Übersetzung                                                                                      |
| ----------------------------------------------------------------------------------- | --------------------------------------------------------------------------------------- | ---------------------------------------------------------------------------------------- | ------------------------------------------------------------------------------------------------ |
| Gjevi liou u lujie aa meni e man kvøa Bondin fist uj hajmi bigdi har um viil e røa. | ʤeːvɪ ljɔu ɔ lʊijɪ ɔa meːnɪ eː man kvøːa bœndɪn fɪst ʊi haimɪ bɪgdɪ haɹ ʊm viːl eː ɹøːa | Gevið ljóð og lýðið á meðni eg man kvøða: Bóndin fyrst í heimi bygdi har um vil eg røða. | Seid ruhig und hört zu während ich erzähle Der Bauer erst zuhause wohnte darüber will ich reden. |

#### Schrøters Matthäusevangelium
- Zur färöischen Kirchengeschichte siehe auch: färöische Volkskirche

Johan Henrik Schrøter besorgte auch die erste Übersetzung des Matthäusevangeliums (Evangelium Sankta Matthæussa aa Førisk o Dansk 1823) aus dem Dänischen.
Obwohl das Buch in jeden der rund 1200 färöischen Haushalte gelangte, konnte es sich aber in der Kirche nicht durchsetzen, wo weiterhin Dänisch gepredigt wurde. Es herrschte damals die mehrheitliche Auffassung im Volk, dass das Wort Gottes und die dänische Sprache zusammengehören. Außerdem kamen Beschwerden über bestimmte Wortformen. Søren Sørensen, ein Pfarrer von den Nordinseln, fügte in einem Schreiben an die dänische Bibelgesellschaft sogar die Übersetzung einer kurzen Passage in den Nordinseln-Dialekt hinzu, um dies zu illustrieren.
Schrøter schrieb das Matthäusevangelium im Dialekt von Suðuroy. Im Wesentlichen verwendete Schrøter hierbei die gleiche Orthographie wie bei den Sigurdliedern zuvor. Allerdings schwächte er die Konsonanten /p,t,k/ nach langen Vokalen zu /b,d,g/ ab, wie es für den Südinselndialekt typisch ist, zum Beispiel leiba statt leypa („laufen“), foudur statt fótur („Fuß“) und ruigje [ɹʊiʤɪ] statt ríki [ɹʊiʧɪ] („Reich“).

#### Schrøters Färingersaga
Die Zusammenstellung der Färingersaga (Færeyínga saga eller Færøboernes Historie) aus altisländischen Quellen durch den dänischen Altertumsforscher Carl Christian Rafn (1795–1864) war ein weiterer Meilenstein. Bei der Herausgabe 1833 wurde eine färöische Übersetzung mitgeliefert, die auch von Schrøter stammte, diesmal aber im Dialekt von Südstreymoy verfasst war. Hierbei bekam Schrøter Hilfe von seinen Landsleuten Jákup Nolsøe (1775–1869) und Jens Davidson (1803–1878), die Schüler von Svabo waren. Nolsøe war übrigens der erste Färinger, der eine am Altnordischen ausgerichtete etymologische Schreibweise bevorzugte. Er schrieb 1829 auch die erste färöische Grammatik, die aber nie veröffentlicht wurde.
In der Färingersaga machte sich der Einfluss des dänischen Philologen Rasmus Rask (1787–1832) bemerkbar, der Schrøter zu einer verbesserten Orthographie bewegen konnte. Offenbar war Rask von Rafn als Berater herangezogen worden, vermutlich, um die Kritik zu vermeiden, die Schrøters Matthäusevangelium zuvor erntete, und um eine gewisse Standardisierung des Färöischen zu erreichen.
Bereinigt von einigen Inkonsistenzen, sehen die Vokalzeichen in den ersten neufäröischen Schriften wie folgt aus:
| Heute | IPA   | Svabo | Schrøter I | í Króki   | Schrøter/Rask |
| ----- | ----- | ----- | ---------- | --------- | ------------- |
| a, æ  | [ɛaː] | ea    | eâ, ea     | ea, aa, a | ä             |
| á     | [ɔa]  | aa    | aa, aaa    | aa, a     | å             |
| e     | [eː]  | ee, e | ee, e      | e         | e, è          |
| i, y  | [iː]  | ii, i | ii         | ii, iij   | i, ì          |
| í, ý  | [ʊi]  | uj    | uj         | uj        | uj            |
| o     | [oː]  | oo, o | oo, o      | oo        | o, ò          |
| ó     | [ɔu]  | eu    | ou         | ou        | ow            |
| u     | [uː]  | u     | u          | u         | u             |
| ú     | [ʉu]  | û     | û, u       | uu, u     | ú             |
| ø     | [øː]  | øø, ø | ö          | ø         | ø             |
| ei    | [ai]  | aj    | aj, ai     | aj, ai    | aj            |
| ey    | [ɛi]  | ej    | ej, ei     | ej, ei    | ej            |
| oy    | [ɔi]  | oj    | oj, oi, öj | oj, oi    | oj            |

### Standardisierung der neufäröischen Orthographie

#### N. M. Petersens etymologisierender Ansatz
Der dänische Skandinavist Niels Matthias Petersen (1791–1862) polemisierte 1845 gegen die phonetische Orthographie in dem Artikel Det færøske Sprog, der in Færdrelandet erschien. Er argumentierte, dass bisher nicht die Rede von einer färöischen Schriftsprache sein kann, da alles bisher veröffentlichte Material immer nur einen bestimmten Dialekt wiedergab. Eine Schriftsprache müsse aber „die dialektale Harmonie sein, basierend auf der simplen, edlen und ursprünglichen Form der Sprache“. Gleichzeitig betrachtete er die bisherigen Orthographieversuche als hässlich, besonders was die Schreibung der Vokale betrifft. Zudem fehlten ihm Konsonanten als „Stützpfeiler“ der Sprache. Als Beispiel nannte er aus Schröters Färingersaga: E haldi tä råvuliast, was für ihn aus Sicht der Skandinavistik keinen Sinn habe, sondern eg haldi täd råduligast geschrieben werden müsse, damit der Leser überhaupt die Wörter erkennt. Die heutige Schreibweise ist ähnlich: eg haldi tað ráðuligast („ich halte das für am ratsamsten“) und wird [eː haldɪ tɛa rɔavʊlijast] ausgesprochen, also etwa so, wie Schrøter schrieb.
Dabei war Petersens Ansatz ähnlich wie der von Svabo, nämlich „vor dem Untergang retten, was vom Altfäröischen noch gerettet werden kann, und es der Welt in einer Form geben, die entgegenkommend und verständlich ist“. Aber seine Methode unterschied sich, denn Petersen interessierte sich nicht für das gesprochene Färöisch, das nur für Linguisten von Interesse wäre. Petersens Kritik erwies sich als wegweisend für die weitere Entwicklung, die ihm am Herzen lag: „Mit anderen Worten: Es muss eine färöische Schriftsprache geschaffen werden!“
Petersen haben wir die Forderung zu verdanken, dass Färöisch sich an der isländischen Schriftsprache orientieren und für alle lesbar sein soll, die Isländisch oder Altnordisch verstehen. Auch wenn das bedeutete, dass die Färinger dann erst lernen müssten, ihre eigene Sprache zu lesen, so sei die Situation in Dänemark nicht anders, wo man auch von keinem gesprochenen Dialekt ohne weiteres auf die Schriftsprache schließen kann.
Eigentlich wollten V. U. Hammershaimb (1819–1909) und Svend Grundtvig (1824–1883) eine Replik schreiben, und Schrøter tat es auch in der Berlingske Tidende, aber da der norwegische Historiker Peter Andreas Munch (1810–1863, Onkel von Edvard Munch) Petersens Argumentation in einem Artikel über eine künftige norwegische Schriftsprache zustimmte, verzichteten Hammershaimb und Grundtvig darauf.
Im Sommer 1845 schickte der dänische Gouverneur auf den Färöern, Christian Pløyen (1803–1867), die vom Lehrer Ole Jespersen gesammelten Zaubersprüche an C.C. Rafn. Sie waren nach Svabos Orthographie verfasst. Neben dem färöischen Originaltext lieferte er eine dänische Übersetzung mit, bei der ihm wohl Schrøter und Jens Davidsen halfen. Rafn hielt diese Schreibweise aber für nicht geeignet, um sie zu veröffentlichen, und beauftragte den isländischen Philologen und Nationalisten Jón Sigurðsson (1811–1879) mit einer Überarbeitung, einer „Isländifizierung“. Das Ergebnis schickte er an N. M. Petersen mit der Bitte um Kommentare. Als Rafn die Kommentare von Petersen vorliegen hatte, wurde das Ganze an Hammershaimb geschickt, denn Petersen meinte, die letzte Entscheidung müsse ein Färinger treffen.

#### Hammershaimbs Standardschreibung

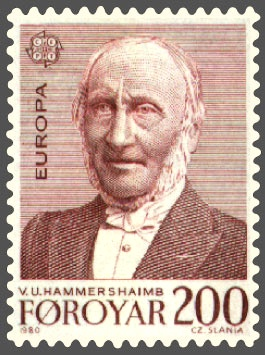
V. U. Hammershaimb (1819–1909) verfolgte das morphophonemische Konzept bei der Schöpfung der neufäröischen Schriftsprache, das in seiner Version von 1891 nahezu unverändert gültig ist.

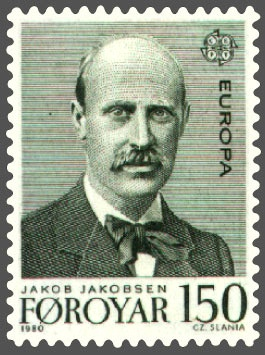
Hammershaimbs junger Kollege Jakob Jakobsen (1864–1918) wollte eine phonetische Orthographie, ließ sich dann auf einen Vermittlungsvorschlag (Broyting-Wechsel) der „Färingergesellschaft“ ein, der aber nicht allgemein umgesetzt wurde.

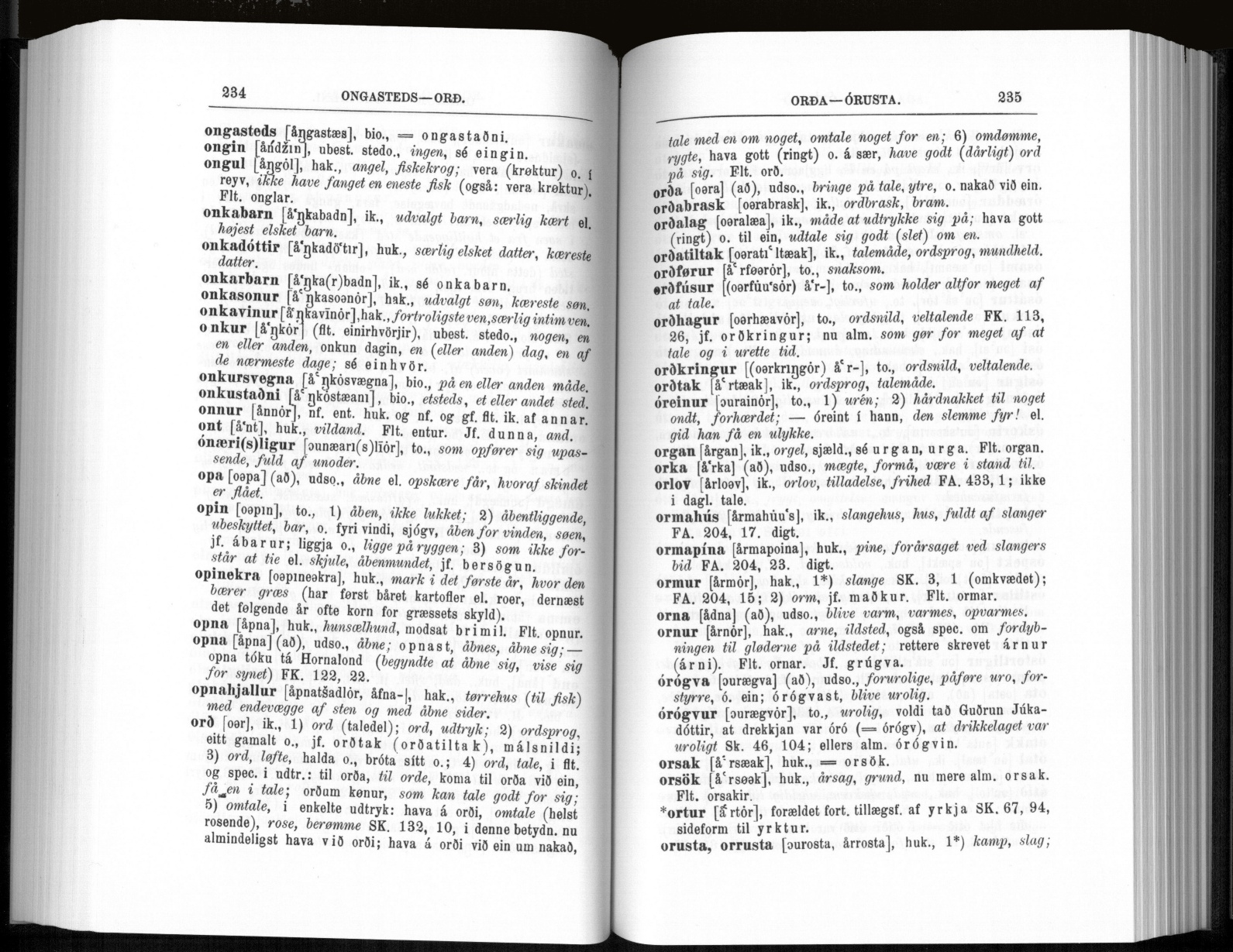
Band 2 der Færøsk Anthologi von 1891 enthält ein Glossar über 10.000 Stichwörter Färöisch-Dänisch mit Ausspracheangaben, die von Jakob Jakobsen (1864–1918) besorgt wurden. Die aktuelle unveränderte Ausgabe stammt von 1991 und ist als färöisches Aussprachewörterbuch nach wie vor einzigartig.

V. U. Hammershaimb (1819–1909) gilt als der eigentliche Vater der modernen färöischen Schriftsprache. Zunächst war er, wie schon Svabo und Schrøter, ein Anhänger einer lautnahen Schreibung. Erst durch Petersens und Sigurðssons Einfluss kam es hier zum Umdenken.
1844 schrieb er einen Artikel in der dänischen Zeitung Københavnsposten, wo er einen Regierungsvorschlag über das Schulwesen auf den Färöern kritisierte, in dem Färöisch als „Dialekt“ bezeichnet wurde. Hammershaimb berief sich auf die alten Balladen und Schrøters Übersetzung der Färingersaga als Beleg dafür, dass Färöisch eine Einzelsprache ist, die „Merkmale des Altnordischen bewahrt hat“.
1845 sprang ihm Svend Grundtvig (1824–1883) mit der Streitschrift Dansken paa Færøerne, et Sidestykke til Tysken i Slesvig zur Seite. Er argumentierte, dass das Verhältnis zwischen Färöisch und Dänisch mit demjenigen zwischen Dänisch und Deutsch im Herzogtum Schleswig vergleichbar sei, wo die Dänen damals für das Recht auf ihre Sprache kämpften. Grundtvig forderte die Regierung auf, deshalb Färöisch als Nationalsprache anzuerkennen und entsprechend an den Schulen, in der Kirche usw. einzuführen.
1846 erschienen Hammershaimbs ersten Volksmärchen in Rafns wissenschaftlicher Zeitschrift Annaler for nordisk Oldkyndighed zusammen mit den o. g. Zaubersprüchen und einigen Kommentaren zur Aussprache.
Das ursprüngliche Manuskript von 1845 hierzu war noch an der letzten Version der Schrøterschen Orthographie orientiert:
| Hammershaimb 1845 | Modernes Färöisch | Übersetzung |
| --- | --- | --- |
| Sjódrejil hèvur fólkaskäpilsi, stendur å skjèrun ettir sólasèting og bìjur útirórabåtnanar lòva sär vi; fiskar väl, men vegrast burtur tåi sól rùvar y hävi, tekur til at minka jú meiri lyjur ymoti dèji; ty sìist: "minkar sum sjódrèjil". | Sjódregil hevur fólkaskapilsi, stendur á skerum eftir sólarseting og biður útiróðrarbátarnar lova sær við; fiskar væl, men veðrast burtur tá ið sól roðar í havi, tekur til at minka jú meiri liður ímóti degi; tí sigist: "minkar sum sjódregil". | Der Sjódregil hat Menschengestalt, steht auf den Schären nach Sonnenuntergang, und bittet die Fischerboote mitkommen zu dürfen; fischt gut, aber verschwindet allmählich, wenn die Sonne über dem Meer aufgeht, wird immer kleiner, je mehr es Tag wird; daher wird gesagt: „Schrumpfen wie ein Sjódregil“. |

Übereinstimmungen sind zum Beispiel:
- das lange /e/ ist ein „è“
- das lange /o/ ein „ò“
- das lange /a/ ein „ä“
- das alte /á/ ist ein „å“
- die Dativendung wird „-un“ geschrieben

Neuerungen sind jedoch:
- das altnordische /ó/ wird wieder „ó“ geschrieben statt „ou“ oder „ow“
- das altnordische /í/ wird nunmehr durch „y“ repräsentiert, und nicht mehr durch „uj“

Was 1846 in den Druck gelangte, sah nach dem Einfluss von Sigurðsson und Petersen dann so aus:
| Hammershaimb 1846 | Hammershaimb 1891 | Übersetzung (1846) |
| --- | --- | --- |
| Norðan firi bigdina Eiði í Esturoi standa framman firi landi tveir stórir drengar sum líkjast manni og konu. Um hesar drengarnar gengur sögnin í Førjun: at einusinni atlaði Ísland at flita Føroiar norður til sín, og sendi tí ein stóran risa við konu síni eftir teimun. Tey bæði komu àt tí itsta berginun àf Esturoi, sum er nevnt Eiðis kolli, og liggut longst ímóti útnorðingi. | Norðan fyri bygðina á Eiði, ytst á flógvanum, sum er millum Eysturoyar og Streymoyar, standa framman fyri landi tveir stórir drangar, sum kallast Risi og Kelling, hin ytri og hon innari landinum, og har er røtt sund ímillum teirra, tá ið kyrt er. Um hesar drangarnar er sögnin, at einusinni ætlaði Ísland at flytja Føroyar norður til sín og sendi tí ein stóran risa og konu hansara at fáa tær fluttar har norður. Tey komu bæði at tí ytsta berginum, sum kallast Eiðiskollur og longst móti útnyrðingi. | Nördlich des Dorfes Eiði auf Eysturoy stehen zwei große Klippen vor der Küste, die Mann und Frau ähneln. Über diese Klippen geht folgende Sage auf den Färöern: dass eines Tages Island plante, die Färöer nördlich zu sich zu bewegen, und schickte darum einen großen Riesen mit seiner Frau dorthin. Die beiden kamen zu dem äußersten Berg von Eysturoy, der Eiðiskollur genannt wird, und am weitesten nach Nordwest liegt. (zum weiteren Inhalt der Sage siehe: Risin und Kellingin) |

Damit war die Grundlage für die heutige färöische Schriftsprache gelegt. Nur noch Kleinigkeiten wurden geändert:
- 1891 kam das altnordische /y/ wieder dort zur Verwendung, wo es etymologisch hingehörte, obwohl die Aussprache mit dem färöischen /i/ identisch ist. Ebenso wird mit dem /ý/ verfahren, das ansonsten wie /í/ gesprochen wird.
- Auch die Dativendung „-um“ wird wieder wie im Altnordischen geschrieben, obwohl sie stets „-un“ gesprochen wird.
- Lange und kurze Varianten von Vokalen werden grundsätzlich auf gleiche Art dargestellt: at, manni statt àt, manni; bæði, ætlaði statt bæði, atlaði; tey, Eysturoy statt tey, Esturoy.[34]

1854 erschien Hammershaimbs Færøsk sproglære (Färöische Sprachlehre) ebenfalls in dieser Zeitschrift.
Hierüber schreibt er:

„Als ich [...] aufgefordert wurde, [...] eine färöische Sprachlehre zu verfassen, fühlte ich mich in großer Verlegenheit, weil mir keiner der verwendeten Dialekte tauglich schien, als gemeinsame Schriftsprache und Kommunikationsmittel für alle Inseln verwendet zu werden. [...] Ich entschied mich für die etymologisierende Schreibweise, da sie mir die größten Vorteile für die Sprache zu bieten schien, sofern sie etwas Zukunft vor sich haben sollte: Nicht nur, dass färöische Texte damit leichter lesbar für Fremde sind und ordentlicher aussehen, sondern auch, dass die Färinger hiermit näher an die verwandten Sprachen Isländisch und Dänisch kommen, sich leichter deren Gemeinsamkeiten aneignen könnten, anstelle sich zu isolieren, indem man der oft schwierigen Aussprache in der Schriftsprache Ausdruck gibt.“

Als Beispiel nennt Hammershaimb den altnordischen Buchstaben ó, der in den verschiedenen Dialekten als ou oder ow (Suðuroy), eu oder öv (Nordinseln), oder kurz vor zwei Konsonanten ö (im Norden vor e oder æ (siehe färöische Verschärfung)) geschrieben wurde. Er machte daraus wieder einen Buchstaben und definierte stattdessen die besonderen Ausspracheregeln hierfür. Damit wurden die altnordischen Wörter im Schriftbild leichter erkennbar.
1891 wurde Hammershaimbs Sprachlehre in seiner Færøsk Anthologi vollständig überarbeitet und hat bis heute nur wenig an Gültigkeit verloren. Hammershaimbs jüngerer Kollege Jakob Jakobsen trug hierzu maßgeblich bei. Sein Verdienst bei diesem Standardwerk war nicht nur die phonetisch exakte Umschrift und Gegenüberstellung der Dialekte anhand ausführlicher Leseproben, sondern vor allem auch ein Wörterbuch Färöisch-Dänisch mit 10.000 Stichwörtern und durchgängigen Ausspracheangaben. Es bildet den zweiten Band der Anthologi. Abgesehen von der Unterscheidung zwischen den Buchstaben ø und ö und der Verwendung des x entspricht es weitgehend der heutigen Rechtschreibung.
Jakobsen war zugleich der erste färöische Gelehrte, der neue Begriffe schuf und so das Färöische zu einer modernen Bildungssprache ausbaute. Seine reformierte lautnahe Broyting-Rechtschreibung setzte sich allerdings nicht durch, weswegen Färöisch heute noch sehr dem isländischen und altnordischen Schriftbild ähnelt. Als Beispiel sei hier der Buchstabe ð genannt, der im Färöischen stumm oder ein Gleitvokal ist und daher immer wieder zu Schreibfehlern führt.
Hammershaimbs Freund Svend Grundtvig reiste zusammen mit Jørgen Bloch auf die Färöer, um bei der Sammlung vieler alter Sprachdenkmäler zu helfen. Grundtvig und Bloch verwendeten konsequenterweise Hammershaimbs Orthographie in seiner Sammlung Føroyja kvæði. Sie schrieben auch das Wörterbuch Lexicon Færoense (1887–1888), das zwar unveröffentlicht blieb, aber die Grundlage für alle weiteren färöischen Wörterbücher bildete. Es hat 15.000 Stichwörter und übertrug u. a. Svabos Dictionarium Færoense in die Normalrechtschreibung.
Hammershaimbs Verdienst war es, die färöische Sprache in eine Schriftform gegossen zu haben, die keinen der färöischen Dialekte bevorzugt und gleichzeitig für Kenner des Altnordischen ein Höchstmaß an Lesbarkeit garantiert – allerdings auf Kosten der Nähe zur Aussprache.

### Entwicklung zur Nationalsprache

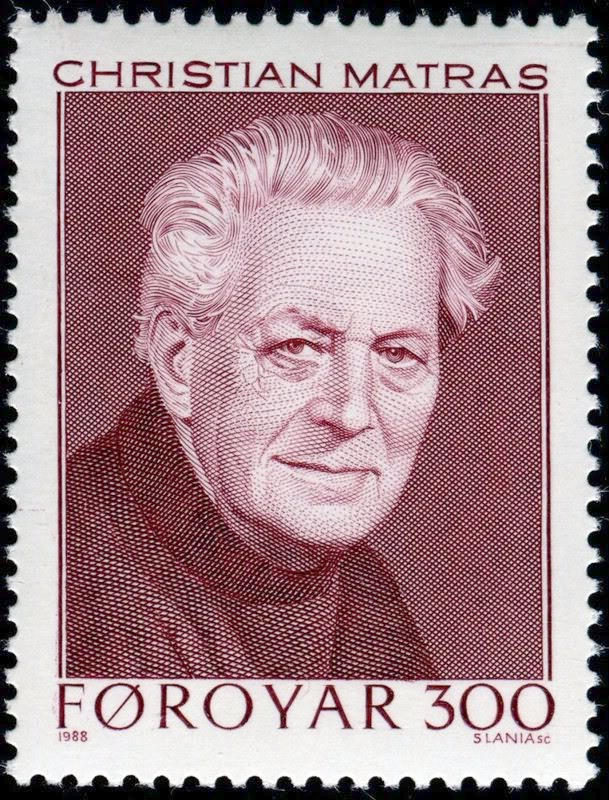
Christian Matras (1900–1988) war der erste Professor für Färöisch und nicht nur ein bedeutender Sprachwissenschaftler und Lexikograph, sondern auch Dichter.

Als die färöische Grammatik von V. U. Hammershaimb ab Mitte des 19. Jahrhunderts niedergeschrieben wurde, ergab sich schnell die Frage nach der Reinheit der Sprache, insbesondere der Abwesenheit von Danismen. Als erster Purist gilt Hammershaimbs jüngerer Kollege Jakob Jakobsen, dessen besonderes Verdienst es war, die färöische Sprache erstmals durch die Schöpfung moderner Begriffe zu einer Wissenschaftssprache zu erheben.
Das Neufäröische wurde auf dem Weihnachtstreffen der Färöer 1888 von der sich bildenden Nationalbewegung als künftige Hauptsprache proklamiert. Aber erst mit der Gründung der Unabhängigkeitspartei Sjálvstýrisflokkurin 1906 trat das geschriebene Färöisch als „ernstzunehmende Konkurrentin“ des Dänischen auf.
Der färöische Sprachenstreit in der ersten Hälfte des 20. Jahrhunderts war ein besonders deutlicher Ausdruck des Kulturkampfes für die eigene Nationalsprache. Protagonisten waren Pädagogen wie Símun av Skarði (1872–1942), Jákup Dahl (1878–1944) und A. C. Evensen (1874–1917). Von Dahl stammt die erste Grammatik, die Føroysk Mállæra. Sein Freund A. C. Evensen konnte die Arbeit am Føroysk orðabók („Färöisches Wörterbuch“) nicht vollenden, so dass es nur von A–F reicht.
1927–1928 erschien das erste „richtige“ färöische Wörterbuch von Christian Matras (1900–1988) und Mads Andreas Jacobsen (1891–1944). Es war das Føroysk-donsk orðabók ein färöisch-dänisches Wörterbuch, das 1961 in überarbeiteter Ausgabe erschien und mit Ergänzungsband bis heute (2007) maßgeblich ist.
Erst 1937 wurde Färöisch als Schulsprache anerkannt, 1938 als Kirchensprache, und seit der Autonomie der Färöer von 1948 ist es Hauptsprache (høvuðsmál) auf der Inselgruppe.
1961 schließlich kam die erste offizielle färöische Bibel von Jákup Dahl heraus (vorher gab es schon eine baptistische Ausgabe); das Färöische wurde aber bereits vorher von der Kanzel gepredigt.
Die Gründung der Universität der Färöer 1965 unterstrich den Anspruch, Färöisch als Wissenschaftssprache zu etablieren. Erster Professor für Färöisch war Christian Matras. Er sorgte für die Veröffentlichung der färöischen Balladen (Føroya kvæði: corpus carminum Færoensium in 7 Bänden 1941–96) als wichtigstes nationales Sprachdenkmal. Mit dem Føroyamálsdeildin gibt es hier zudem das einzige Färöisch-Institut weltweit.
1985 wurde das Färöische Sprachkomitee gegründet, das seit 2013 als Málráðið, der färöische Sprachrat, offiziell bindende Entscheidungen zu Sprachfragen fällen kann.
Es sollte bis 1998 dauern, bis die Färinger ihr erstes muttersprachliches Wörterbuch bekamen, das Føroysk orðabók von Jóhan Hendrik Winther Poulsen (1934–2022) und anderen. Poulsen prägte die heutige färöische Sprachpolitik, die sich in ihrem Purismus (Vermeidung von Fremdwörtern) am Isländischen orientiert. Dadurch ist gewährleistet, dass Färöisch auch heute noch einen relativ eigentümlich anmutenden nordischen Wortschatz aufweist. Beispielsweise wurde aus einem helikoptari eine tyrla, und ein komputari heißt inzwischen nur noch telda.
Dänisch ist offizielle Zweitsprache auf den Färöern, verliert aber im 21. Jahrhundert zunehmend an praktischer Bedeutung gegenüber dem Englischen als Geschäftssprache. Beispielsweise sind die Website und der Briefkopf der Landesregierung der Färöer nur auf Färöisch und Englisch, nicht aber auf Dänisch, während färöische Gesetzestexte immer noch ins Dänische übersetzt werden müssen.
Die meisten Hinweisschilder auf den Färöern sind heute einsprachig auf Färöisch. Dort, wo Zweisprachigkeit vonnöten scheint, wird grundsätzlich Englisch verwendet. Dänische Schilder sieht man nur noch an dänischen Einrichtungen.

## Einflüsse und Änderungen
Genetische Untersuchungen haben ergeben, dass 80 % der männlichen Gene der Färinger skandinavischen (norwegischen) Ursprungs sind und 20 % britischer Herkunft. Bei den Frauen ist dieses Verhältnis umgekehrt. Zu 90 % stammen ihre Gene von den Kelten und nur zu 10 % von den Wikingern. Das ist dadurch erklärbar, dass die Wikinger Keltinnen als Frauen und Sklavinnen hatten. Ob sie direkten sprachlichen Einfluss hatten, ist nicht abschließend geklärt. Aber es finden sich einige typische keltische Wörter im Färöischen, wie dunna („Ente“), drunnur („Rumpf“ bei Schafen und Rindern), korki (eine auf den Färöern dominierende Flechte, aus der ein Purpurfarbstoff und Lackmus hergestellt wird) und Ortsnamen wie Dímun. Auch Redewendungen wie tað er ótti á mær („ich habe Angst“, wörtlich „da ist Furcht auf mir“) haben eine keltische, aber keine skandinavische Entsprechung.
Anglizismen vor 1600 sind zum Beispiel koltur (colt, Fohlen, Name einer Insel), pokari (poker, Pokerspiel), syrkot (surcoat, Wappenrock). Vor 1800 kamen Wörter wie fittur (fit), smílur (smell, Geruch) und trupul (trouble, Ärger, Problem). Bis 1940: fulspit (full speed, volle Geschwindigkeit), keis (case, Kasten, Gehäuse). Eine moderne Entlehnung ist der scherzhafte Begriff spikka von speak für Englisch sprechen. Insgesamt kamen so etwa 800 Lehnwörter direkt vom Nachbarn im Süden. Besonderen Einfluss hatten hier die Napoleonischen Kriege, Fischerei und Seefahrt – und nicht zuletzt die britische Besetzung der Färöer im Zweiten Weltkrieg, noch bevor das weltweite Phänomen der Globalisierung relevant geworden ist.
Durch die dänische Kolonialsprache, insbesondere seit der Reformation, gelangten viele dänische bzw. eigentlich niederdeutsche Lehnwörter ins Färöische. Diese findet man noch heute mehr in der gesprochenen als in der Schriftsprache. Danismen erkennt man oft am morphologischen Muster, das seinerseits aus dem Mittelniederdeutschen stammt. Genau genommen sind es also Germanismen. Beispiele sind die Endungen -heit und -agtigur (-artig) oder die Vorsilben be- und for- (ver-). Verben wie begrípa, behandla, bekymra und bevísa kommen uns sehr bekannt vor: begreifen, behandeln, bekümmern, beweisen. Diese Wörter werden auch an-be-for-heit-ilsi-Wörter genannt. Hier kommt es manchmal zu Eigenschöpfungen: bangheit (Angst, Sorge) hat keine dänische Entsprechung *banghed.
Es finden sich auch andere Beispiele von Danismen (nieder)deutscher Herkunft bei geläufigen Wörtern wie: melda (melde, melden), ringur (ringe, gering, arm, schlecht), treffa (træffe, treffen). Auch Internationalismen kamen oft durch dänische Vermittlung, wie: bilur (bil, Automobil), bussur (Bus), kumpass (kompas, Kompass), professari (Professor), púra (pure, pur, völlig) oder sosialur (social, sozial).
Daneben gibt es auch charakteristische alte englische Lehnwörter, wie zum Beispiel trupulleiki (< trouble) „Problem“ und fittur (< fit) „fit; nett, süß; ziemlich viel oder gut“. Wenngleich die heutige färöische Sprachpolitik sehr puristisch ist, dringen immer wieder Anglizismen ins Färöische, insbesondere in die gesprochene Sprache.
Heute orientiert man sich häufig am Isländischen, zumal es die am nächsten verwandte Nachbarsprache ist. Viele moderne Begriffe aus Island wurden 1:1 ins Färöische übernommen – freilich nur, wenn es gemeinsam zutreffende Wortbildungsmuster gibt. Daher werden diese Wörter kaum als Lehnwörter empfunden, sondern als bewusste Neologismen. Beispiele sind sjónvarp („Sicht-Wurf“, Fernsehen), útvarp („Aus-Wurf“, Radio) oder tónlist („Ton-Kunst“, Musik). Daneben gibt es Homonyme in beiden Sprachen, die jeweils andere Bedeutungen haben (faux amis). Richard Kölbl nennt beispielsweise: elding (isl. Blitz, fär. Kochkunst), pynta (isl. quälen, fär. schmücken).

### Neologismen
Die färöische Sprachpolitik orientiert sich in ihrer Konsequenz weitgehend an der isländischen mit ihrem málnefnd, dem dortigen Sprachrat. Die meisten Neologismen werden von der Bevölkerung akzeptiert und konnten sich schnell einbürgern. Beispiele sind tyrla (von tyril – Quirl) statt helikoptari für Hubschrauber, oder telda statt des älteren roknari (wörtl. Rechner) für Computer. Andere Begriffe wie løgregla (wörtl. „Gesetzesregelung“) für Polizei werden zwar allgemein verwendet, aber auf den Polizeiwagen steht nach wie vor das dänische Politi.

#### Akzeptanz in der Bevölkerung
|                                                                |
| Es gibt zu viele Anglizismen im Färöischen                     |
| Anglizismen sollten durch färöische Neologismen ersetzt werden |

|            | Männer | Frauen | < 30 | 30–44 | 45–59 | 60 > |
| ---------- | ------ | ------ | ---- | ----- | ----- | ---- |
| ja         | 45 %   | 53 %   | 46 % | 40 %  | 52 %  | 64 % |
| weiß nicht | 9 %    | 5 %    | 9 %  | 6 %   | 8 %   | 8 %  |
| nein       | 46 %   | 42 %   | 45 % | 54 %  | 40 %  | 28 % |
| ja         | 67 %   | 76 %   | 65 % | 74 %  | 68 %  | 74 % |
| weiß nicht | 10 %   | 9 %    | 8 %  | 9 %   | 10 %  | 11 % |
| nein       | 23 %   | 15 %   | 27 % | 17 %  | 22 %  | 15 % |

|                                                                |
| Es gibt zu viele Anglizismen im Färöischen                     |
| Anglizismen sollten durch färöische Neologismen ersetzt werden |

|            | Männer | Frauen | < 30 | 30–44 | 45–59 | 60 > |
| ---------- | ------ | ------ | ---- | ----- | ----- | ---- |
| ja         | 45 %   | 53 %   | 46 % | 40 %  | 52 %  | 64 % |
| weiß nicht | 9 %    | 5 %    | 9 %  | 6 %   | 8 %   | 8 %  |
| nein       | 46 %   | 42 %   | 45 % | 54 %  | 40 %  | 28 % |
| ja         | 67 %   | 76 %   | 65 % | 74 %  | 68 %  | 74 % |
| weiß nicht | 10 %   | 9 %    | 8 %  | 9 %   | 10 %  | 11 % |
| nein       | 23 %   | 15 %   | 27 % | 17 %  | 22 %  | 15 % |

Bestimmte neue Wörter werden von vielen Muttersprachlern jedoch skeptisch gesehen. Versuche, die färöische Sprache ganz von Anglizismen und Danismen zu reinigen, werden von ihnen als sinnloses Unterfangen betrachtet, zumal viele Wörter sehr gebräuchlich und schon älter sind. Eine Umfrage 2003 unter 537 Färingern ergab, dass ungefähr die Hälfte nicht meint, dass es zu viele Anglizismen im Färöischen gebe. Andererseits sprachen sich über 2/3 dafür aus, dass sie möglichst durch färöische Neuschöpfungen ersetzt werden sollten. Frauen erwiesen sich als puristischer im Hinblick auf ihre Sprache. Auffallend ist auch die Gruppe der 30- bis 44-jährigen beider Geschlechter: Die Mehrheit fühlt sich nicht von zu vielen Anglizismen umgeben, befürwortet aber gleichzeitig zu 3/4 die aktive Einführung färöischer Wörter.
Eine wichtige Rolle in der Sprachpolitik spielen die Wörterbücher. Der Grad ihres Purismus ermöglicht einen Rückschluss auf ihre sprachplanerische Intention – was ist erlaubt, was „unfäröisch“?

### Purismus in Wörterbüchern
Die oben erwähnten an-be-for-heit-ilsi-Wörter werden im ersten eigenständigen färöischen Wörterbuch (Føroysk Orðabók) von 1998 (65.000 Stichwörter) als umgangssprachlich bezeichnet und oft nicht extra als eigene Lexeme aufgeführt. In dieser Hinsicht ist es streng: Nur 478 (0,7 %) umgangssprachliche Wörter fanden dort Eingang. Aus der an-be-for-heit-ilsi-Gruppe sind es 273 (0,42 %), wie begynna (beginnen) und begynnilsi (Beginn). Diese beiden Danismen/Germanismen finden sich schon beim Puristen Jakobsen 1891 (10.000 Stichwörter).
Weniger puristisch ist das Dänisch-färöische Wörterbuch von Hjalmar P. Petersen und Marius Staksberg 1995 (54.000 Stichwörter), das den (puristischen) Klassiker von Jóhannes av Skarði (1967) in überarbeiteter Form präsentierte.

#### Beispiel: „Egoismus“ im Neufäröischen
av Skarði nennt 1967 beim dänischen Wort für Egoismus (egoisme) nur eine färöische Entsprechung:
- sjálvsøkni

(wörtlich: „Selbstsucht“, sjálv = selbst, søkin = suchend, umtriebig, unternehmungslustig)
Petersen und Staksberg sind ausführlicher, indem sie 1995 die umgangssprachlichen färöischen Synonyme (bzw. Neuschöpfungen) zuerst dokumentieren, dann das entlehnte Fremdwort und zuletzt den (älteren, veraltenden?) Begriff aus der Schriftsprache:
- sjálvgleði, sjálvgóðska, egoisma, særlystur, sjálvsøkni

(wörtlich: Selbstvergnügen, Selbstgüte, Egoismus, Selbstlust, Selbstsucht)
Dafür erntete das Wörterbuch in der färöischen Presse Kritik. Petersen verteidigte es als eine hóvlig málrøkt (moderate Sprachplanung).
Im Färöischen Wörterbuch von 1998 sucht man das Stichwort egoisma vergeblich, gleichwohl es in Gebrauch ist. Stattdessen finden sich alle von Petersen/Staksberg genannten färöischen Begriffe. In der Tat heißt es im Vorwort, dass ihre Ausgabe eine wichtige Quelle bei der Zusammenstellung der Synonyme war.
Zusätzlich findet sich hier noch der Begriff eginkærleiki (Eigenliebe), der selbst ein Danismus ist (egenkærlighed ist das dänische Synonym für Egoismus). Eine Google-Suche auf .fo-Seiten ergibt: Für sjálvsøkni gibt es die meisten Treffer, für egoisma nur einen. Nach den restlichen Synonymen googelt man vergeblich.

### Grammatische Eigendynamik
Neben dem Versuch, Lehn- und Fremdwörter zu vermeiden, gibt es wie in jeder anderen Sprache auch eine Eigendynamik der Sprachentwicklung hinsichtlich der Grammatik. Es ist hierbei umstritten, wieweit das dem Einfluss der Nachbarsprachen geschuldet ist oder dem Färöischen innewohnend ist. Möglicherweise ist es durch seine Struktur ähnlichen Prozessen wie im Norwegischen und Isländischen unterworfen, wobei sich das Letztere am wenigsten vom Altnordischen entfernt hat.
Bekannte Erscheinungen im Färöischen sind z. B.:
- das (scheinbare?) Verschwinden des Genitivs, bzw. dessen Umschreibung mit der (neueren) Endung -sa, der Präposition hjá (bei, von) oder den besitzanzeigenden Fürwörtern,
- das Verschwinden alternativer Pluralformen,
- das Verschwinden alternativer Fälle nach bestimmten Verhältniswörtern.

Die Genitiv-Problematik wird in der Literatur gerne diskutiert. Hierbei hatte W.B. Lockwood Einfluss mit seiner Introduction to Modern Faroese, die für Jahrzehnte eines der wichtigsten Bücher zur färöischen Sprache war. Lockwood bezeichnet den Genitiv als aussterbend und setzt in seinen Deklinationstabellen diese Formen in Klammern. Allerdings tat das schon Hammershaimb 1891 im Falle des Plurals. Das Føroysk Orðabók von 1998 verzichtet auf eine solche Kennzeichnung und nennt die Genitivformen gleichwertig.
Kölbls erster deutscher Färöischsprachführer von 2004 verzichtet in seinen Beugungsparadigmen ganz auf diese Formen, kommt aber (wie all seine Vorgänger) nicht darum herum, zu erwähnen, dass nach den wichtigen Präpositionen til (zu, nach, bis, für) und vegna (wegen) der Genitiv oft bzw. grundsätzlich steht. Freilich folgt er damit dem selbst gesteckten Ziel, die gesprochene Sprache ohne zu großen grammatischen Ballast kompakt zu vermitteln.
Beispiele für den lebendigen Genitiv finden sich nicht nur in den Personennamen auf -dóttir und -son, sondern auch in vielen Eigennamen wie Postverk Føroya, Strandfaraskip Landsins oder Løgmansskrivstovan. Føroya (der Färöer) ist ein weiblicher Genitiv Plural, Landsins (des Landes) eine determinierte sächliche Singularform, und Løgmans- (Genitiv des männlichen Løgmaður) ein typisches Beispiel für den Genitiv in Komposita.

## Das färöische Alphabet und Phoneminventar

### Alphabet
Das färöische Alphabet hat 29 Buchstaben, die wie folgt klingen können:
| Graphem            | Name                                    | Phonem                 | Aussprache (lang, kurz) |
| ------------------ | --------------------------------------- | ---------------------- | --- |
| A, a               | fyrra a [ˈfɪɹːa ˈɛaː] („vorderes a“)    | /a, æ/                 | [ɛaː], (In Fremdwörtern auch: [aː]), [a]                                                                                       |
| Á, á               | á [ɔaː]                                 | /å/                    | [ɔaː], [ɔ] |
| B, b               | be [beː]                                | /b/                    | [b], [b̥] (stimmlos) |
| D, d               | de [deː]                                | /d/                    | [d], [d̥] (stimmlos) |
| Ð, ð               | edd [ɛdː]                               | (keins)                | stumm oder Gleitvokal [j], [v], [w] zwischen bestimmten Vokalen; bei ðr als [gɹ] realisiert.                                   |
| E, e               | e [eː]                                  | /e/                    | [eː], [ɛ] |
| F, f               | eff [efː]                               | /f/                    | [f], -ft- wird meist zu [tː]                                                                                                   |
| G, g               | ge [geː]                                | /g/                    | [g], [g̊]; im Anlaut vor i, y, e, ø und vor allen anderen Vokalen als gj-: [ʤ̥]; zwischen Vokalen wie ð, also stumm bis gleitend |
| H, h               | há [hɔa]                                | /h/                    | [h], in der Kombination hj [ʧ] und als hv [kʰv]                                                                                |
| I, i               | fyrra i [ˈfɪɹːa ˈiː] („vorderes i“)     | /i/                    | [iː], [ɪ] |
| Í, í               | fyrra í [ˈfɪɹːa ˈʊi] („vorderes í“)     | /ui/                   | [ʊiː], [ʊi], in der Verschärfung [ɪ]                                                                                           |
| J, j               | jodd [jɔdː]                             | /j/                    | [j], gj bildet ein [ʤ̥], kj und hj ein [ʧ] und sj ein [ʃ]                                                                       |
| K, k               | ká [kɔa]                                | /k/                    | [k], [kʰ] aspiriert, [ʰk] präaspiriert, vor hellen Vokalen meist [ʧ] (vor allen anderen Vokalen wird kj als [ʧ] realisiert).   |
| L, l               | ell [ɛlː]                               | /l/                    | [l], [l̥] [ɭ]ˌ [ʎ], [ʎ̥], als ll meist [d̥l] zwischen zwei Vokalen und am Wortende.                                               |
| M, m               | emm [ɛmː]                               | /m/                    | [m], [m̥] (stimmlos). In der Dativendung -um stets [ʊn], vor k als [ŋ̊], und vor n als [u].                                      |
| N, n               | enn [ɛnː]                               | /n/                    | [n], [n̥] (stimmlos), nn wird nach Diphthongen zu [d̥n].                                                                         |
| O, o               | o [oː]                                  | /o/                    | [oː], [ɔ] |
| Ó, ó               | ó [ɔuː]                                 | /ou/                   | [ɔuː], [œ]; auf Nólsoy [auː]; in der Verschärfung [ɛ] auf Suðuroy dann aber [ɔ]                                                |
| P, p               | pe [peː]                                | /p/                    | [p], [pʰ] aspiriert, [ʰp] präaspiriert                                                                                         |
| R, r               | err [ɛɹː]                               | /r/                    | [ɹ], [ɹ̥] (Tendenz zum britischen r), rn wird meist zu [dn], rs zu [ɻ̊ʂ], rt zu [ɻ̊t], rd zu [ɻɖ̥]                                 |
| S, s               | ess [ɛsː]                               | /s/                    | [s] immer stimmlos, zusammen als sj [ʃ], oft auch als sk(j)                                                                    |
| T, t               | te [teː]                                | /t/                    | [t], [tʰ] aspiriert, [ʰt] präaspiriert, zusammen als tj [ʧ]                                                                    |
| U, u               | u [uː]                                  | /u/                    | [uː], [ʊ] |
| Ú, ú               | ú [ʉuː]                                 | /uu/                   | [ʉuː], [ʏ], in der Verschärfung [ɪ]                                                                                            |
| V, v               | ve [veː]                                | /v/                    | [v] |
| Y, y               | seinna i [ˈsaiːdna ˈiː] („hinteres i“)  | /i, y/                 | [iː], [ɪ]; in Fremdwörtern auch: [yː], [ʏ]                                                                                     |
| Ý, ý               | seinna í [ˈsaiːdna ˈʊiː] („hinteres í“) | /ui/ (identisch mit í) | identisch mit í: [ʊiː], [ʊi]                                                                                                   |
| Æ, æ               | seinna a [ˈsaiːdna ˈɛaː] („hinteres a“) | /æ/                    | [ɛaː], [a] |
| Ø, ø               | ø [øː]                                  | /ø/                    | [øː], [œ] |
| Weitere Diphthonge |                                         |                        | |
| ey                 | –                                       | /ei/                   | [ɛiː], [ɛ] (wie in „hej“), auch in der Verschärfung [ɛ]                                                                        |
| ei                 | –                                       | /ai/                   | [aiː], [ai] (wie im deutschen „ei“), in der Verschärfung [a]                                                                   |
| oy                 | –                                       | /oi/                   | [ɔi:], [ɔi] (wie im deutschen „eu“), in der Verschärfung [ɔ]                                                                   |

Anmerkungen:

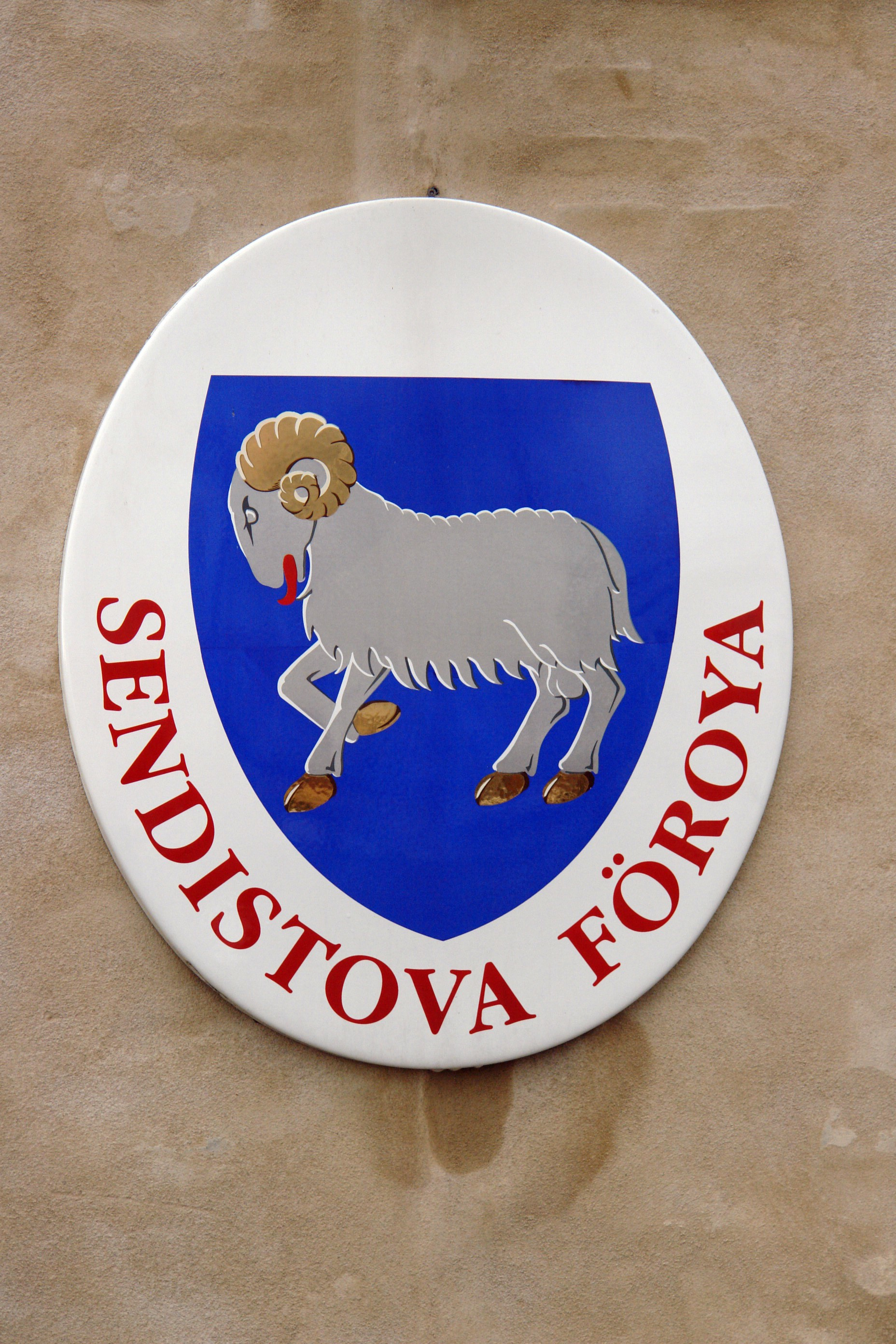
Sendistova Föroya – „Gesandtschaft der Färöer“. Wappenschild an der färöischen Vertretung in Kopenhagen. Hier wird feierlich ein Ö statt Ø verwendet und bildet eine orthographische Rarität, die sich aber auch in der Biermarke Föroya Bjór wiederfindet.

- „Vorderes und hinteres a, i und í“ bezeichnen nur die alphabetische Reihenfolge, keineswegs einen Artikulationsort im Gaumen. Die entsprechenden Paare verhalten sich weitgehend identisch im Falle des a und vollkommen gleich klingend bei i, y bzw. í, ý. Gerade die letzteren beiden Paare machen es dem Schüler im Diktat schwer.
- Ø, ø wird manchmal auch Ö, ö geschrieben (historisierend, feierlich).
- Der Großbuchstabe Ð wird nur verwendet, wenn ein Wort ganz in Großbuchstaben gesetzt wird, so zum Beispiel auf Landkarten oder bei Firmenlogos, denn ð kommt immer nur innerhalb oder am Ende eines Wortes vor. Im Gegensatz zum Isländischen ist es immer ein stummer Gleitlaut (wenige Ausnahmen) und nie der stimmhafte Dentallaut, der im Isländischen und Englischen erhalten ist: wie in Englisch mother oder im Isländischen Seyðisfjörður. Etymologisch ist es auch verwandt mit dem weichen dänischen d. Dort, wo der dänische Sprecher in verwandten Wörtern der eigenen Sprache ein weiches d sprechen würde, kommt meist im färöischen Pendant das ð vor. Das liegt an der „etymologisch ausgerichteten“ morphophonemischen Standardschreibung, die 1846/91 von Hammershaimb eingeführt wurde, und sich gegenüber den phonetischen Orthographie-Modellen (von Jens Christian Svabo (1746–1824) und später Jakob Jakobsen (1864–1918)) durchsetzen konnte.
- Alle Vokale und Diphthonge können sowohl kurz als auch lang sein, wobei die kurze Form oft anders realisiert wird (siehe Lautschrift). Unbetonte kurze Vokale treten immer nur als a, i oder u auf, was besonders charakteristisch in den vielen Flexionsendungen auffällt. Das bedeutet, dass Wörter wie der Inselname Mykines [ˈmiːʧɪ.neːs], akker [ˈaʧeːɹ] („Anker“), korter [kɔɻʂˈteːɹ] („Viertelstunde“) entgegen der Erwartung am Ende ein langes /e/ aufweisen. Und die Konjunktion áðrenn („bevor“) wird [ˈɔaɹɪn] ausgesprochen.
- Bestimmte lange Diphthonge werden in ihrer kurzen Form monophthongisiert, sodass sich beispielsweise ein kurzes /ó/ nicht vom /ø/ unterscheidet.
- Der mit ú wiedergegebene Diphthong baut auf einem abgedunkelten ü (hoher ungerundeter nicht-vorderer Vokal, ähnlich russisch Ы) auf und wird zum hellen u, wobei noch ein Gleitvokal [w] am Ende angedeutet werden kann. Letzteres kann auch über den anderen „u-Diphthong“ ó gesagt werden, der in früheren Orthographie-Modellen auch als „ow“ dargestellt wurde.

### Ð und G als Gleitvokale
Die Buchstaben <ð> und <g> verhalten sich zwischen Vokalen identisch. Sie werden zu einem Gleitvokal /j, v, w,/ je nach Umgebung oder sind stumm. Diese Regeln gelten auch, wenn zwei Vokale in der Schrift aufeinanderstoßen.
- /j/ erscheint immer nach <i/y, í/ý, ei, ey, oy>, also auf einen i-Laut
- /j/ erscheint auch vor <i>, aber nicht nach einem u-Laut <ó, u, ú>
- /v/ erscheint zwischen <a/æ, á, e, o, ø> und <u>, also immer dann, wenn kein i-Laut davor steht
- /w/ erscheint nach den u-Lauten <ó, u, ú>
- <ð> und <g> sind stumm, wenn sie zwischen zwei anderen als den genannten Vokalen stehen, namentlich <a/æ, á, e, o, ø> vor <a> und immer am Ende eines Wortes

In der färöischen Grammatik Mállæra 1997 wird nicht zwischen /v/ und /w/ unterschieden.
| Gleitvokale                                                      |                       |                            |                            |                            | |
| Betonter erster Vokal                                            | Betonter erster Vokal | Auslautender zweiter Vokal | Auslautender zweiter Vokal | Auslautender zweiter Vokal | Beispiele |
| Betonter erster Vokal                                            | Betonter erster Vokal | i [⁠ɪ⁠]                      | u [⁠ʊ⁠]                      | a [⁠a⁠]                      | Beispiele |
| Graphem                                                          | Phonem                | Gleitvokal                 | Gleitvokal                 | Gleitvokal                 | Beispiele |
| I-Umgebung 1 + 2                                                 |                       |                            |                            |                            | |
| i, y                                                             | [iː]                  | [⁠j⁠]                        | [⁠j⁠]                        | [⁠j⁠]                        | sigið [siːjɪ] „herabgestiegen“, siður [siːjʊr] „Brauch“, siga [siːja] „sagen“                                                            |
| í, ý                                                             | [ʊiː]                 | [⁠j⁠]                        | [⁠j⁠]                        | [⁠j⁠]                        | mígi [mʊiːjɪ] „(ich) pinkele“, mígur [mʊiːjʊr] „Bettnässer“, míga [mʊiːja] „pinkeln“                                                     |
| ey                                                               | [ɛiː]                 | [⁠j⁠]                        | [⁠j⁠]                        | [⁠j⁠]                        | reyði [rɛiːjɪ] „(der) rote“, reyður [rɛiːjʊr] „(ein) roter“, reyða [rɛiːja] „(die) rote“                                                 |
| ei                                                               | [aiː]                 | [⁠j⁠]                        | [⁠j⁠]                        | [⁠j⁠]                        | reiði [raiːjɪ] „Zorn“, reiður [raiːjʊr] „Nest“; „wütend“, reiða [raiːja] „ausrüsten“; „fertigen“; „bezahlen“                             |
| oy                                                               | [ɔiː]                 | [⁠j⁠]                        | [⁠j⁠]                        | [⁠j⁠]                        | noyði [nɔiːjɪ] „(ich) zwinge“, royður [rɔiːjʊr] „Blauwal“, royða [rɔiːja] „Tuff“                                                         |
| U-Umgebung 1                                                     |                       |                            |                            |                            | |
| u                                                                | [uː]                  | [⁠w⁠]                        | [⁠w⁠]                        | [⁠w⁠]                        | suði [suːwɪ] „(ich) flüstere“, mugu [muːwʊ] „(wir, sie) müssen, (ihr) müsst“, suða [suːwa] „flüstern“                                    |
| ó                                                                | [ɔuː]                 | [⁠w⁠]                        | [⁠w⁠]                        | [⁠w⁠]                        | róði [rɔuːwɪ] „(ich, er, sie, es) ruderte, (du) rudertest“, róðu [rɔuːwʊ] „(wir, ihr, sie) ruderten“, Nóa [nɔuːwa] „Noah“                |
| ú                                                                | [ʉuː]                 | [⁠w⁠]                        | [⁠w⁠]                        | [⁠w⁠]                        | búði [bʉuːwɪ] „(ich, er, sie, es) wohnte, (du) wohntest“, búðu [bʉuːwʊ] „(wir, ihr, sie)“ wohnten, túa [tʉuːwa] „(unaufgefordert) duzen“ |
| I-Umgebung 2, U-Umgebung 2, A-Umgebung 1 (regulär)               |                       |                            |                            |                            | |
| a, æ                                                             | [ɛaː]                 | [⁠j⁠]                        | [⁠v⁠]                        | –                          | ræði [rɛaːjɪ] „Macht, Gewalt“, æðu [ɛaːvʊ] „Eiderente“ (Akk., Dat., Gen.Sg.), glaða [glɛːa] „Blinklicht“                                 |
| á                                                                | [ɔaː]                 | [⁠j⁠]                        | [⁠v⁠]                        | –                          | ráði [rɔaːjɪ] „(ich) rate“, fáur [fɔaːvʊr] „wenig“, ráða [rɔaː] „raten“                                                                  |
| e                                                                | [eː]                  | [⁠j⁠]                        | [⁠v⁠]                        | –                          | gleði [gleːjɪ] „Freude“, legu [leːvʊ] „Liegen; Brüten“ (Akk., Dat., Gen.Sg.), gleða [gleːa] „erfreuen“                                   |
| o                                                                | [oː]                  | [⁠j⁠]                        | [⁠v⁠]                        | –                          | togið [toːjɪ] „das Seil“, smogu [smoːvʊ] „schmale Gasse“ (Akk., Dat., Gen.Sg.), roða [roːa] „röten“                                      |
| ø                                                                | [øː]                  | [⁠j⁠]                        | [⁠v⁠]                        | –                          | løgin [løːjɪn] „merkwürdig“, røðu [røːvʊ] „Rede“ (Akk., Dat., Gen.Sg.), høgan [høːan] „(den) hohen“                                      |
| Quelle: Faroese: An Overview and Reference Grammar, 2004 (S. 38) |                       |                            |                            |                            | |

## Flexion der Wortarten

### Nominal flektierte Wörter
Das Färöische ist im Gegensatz zu anderen germanischen Sprachen wie Dänisch oder Englisch reicher an Formen. Zum Beispiel ist das Genus-System dem Deutschen sehr ähnlich, es wird also bei Substantiven, Pronomina, Adjektiven etc. zwischen drei Geschlechtern unterschieden. Auffallend – und unter den germanischen Sprachen (das Isländische ausgenommen) alleinstehend – ist im Färöischen die Pluralform des Zahlworts und unbestimmten Artikels ein, der genauso geschrieben, gesprochen und (im Singular) verwendet wird wie im Deutschen, aber anders gebeugt wird. Hinzu kommen die distributiven Zahlwörter der färöischen Sprache für zwei und drei (siehe dort).
Charakteristisch für die nominal flektierten Wörter im Färöischen ist deren häufige Endung -ur. Dabei ist das (aus dem Kontext gerissen) keineswegs ein Indikator für eine bestimmte Wortart noch für ein Geschlecht oder einen Numerus oder Kasus. Ebenso verhält es sich mit den typischen Endungen -ir und -ar. Wie oben bereits erwähnt, können unbetonte Silben (und das sind im Färöischen allgemein die Endsilben) keine anderen als diese drei Vokale a, i, u tragen. Damit ist es freilich komplizierter als im Deutschen (und anderen Sprachen), wo in diesem Fall meist das e verwendet wird, falls eine Flexionsendung einen Vokal trägt. Dieses System ist auch für Muttersprachler manchmal schwer durchschaubar, zumal erschwerend hinzukommt, dass die gesprochene Sprache bestimmte Endungsvokale anders realisiert und manchmal auch in der Rechtschreibung zwei Varianten einer Form zulässig sind.
Andererseits kann gesagt werden, dass sich sowohl bestimmte Paradigmen in der gesprochenen Sprache kaum oder gar nicht von dem altnordischen Ursprung entfernt haben als auch selbst unregelmäßige Formen in bestimmten Fällen Parallelen zum Deutschen aufweisen.

#### Substantive
Die färöischen Nomen (Hauptwörter) werden dem Geschlecht (Genus) nach, wie im Deutschen, in drei Gruppen eingeteilt:
- kallkyn (k.) – männlich (maskulin) mit 5 Deklinationen und 53 Unterklassen. Diese Unterklassen fassen alle denkbaren Ausnahmen in ein System zusammen;
- kvennkyn (kv.) – weiblich (feminin) mit 7 Deklinationen und 34 Unterklassen;
- hvørkiskyn (h.) – sächlich (neutral) mit 5 Deklinationen und 34 Unterklassen.

Stellvertretend für die drei Geschlechter seien hier zur Veranschaulichung drei häufige Klassen genannt, deren Stammvokale sich nicht ändern.
|           | maskulin | feminin  | neutral  |
| Singular  | Singular | Singular | Singular |
| --------- | -------- | -------- | -------- |
| Nominativ | træl-ur  | oyggj    | horn     |
| Akkusativ | træl     | oyggj    | horn     |
| Dativ     | træl-i   | oyggj    | horn-i   |
| (Genitiv) | træl-s   | oyggj-ar | horn-s   |
| Plural    |          |          |          |
| Nominativ | træl-ir  | oyggj-ar | horn     |
| Akkusativ | træl-ir  | oyggj-ar | horn     |
| Dativ     | træl-um  | oyggj-um | horn-um  |
| (Genitiv) | træl-a   | oyggj-a  | horn-a   |
| Bedeutung | Sklave   | Insel    | Horn     |

Anmerkungen:
- Die männliche Nominativendung -ur dominiert im Färöischen (auf den ersten Blick), aber -ur kann genauso einen weiblichen Plural anzeigen (genta – gentur = Mädchen, Sg. u. Pl.) oder hinter Verben stehen (koma – kemur = kommen – kommt). Auch gibt es männliche Substantive, in denen -ur zum Wortstamm gehört wie bei fingur = Finger.
- Grundsätzlich haben die Endungen <-a(r), -i(r)> und <-u(r)> vergleichbare und unterscheidende Funktionen durch alle Wortklassen und Beugungen hindurch. Es fällt auch Muttersprachlern oft nicht leicht, diese Endungsvokale richtig anzuwenden. Andere germanische Sprachen wie das Deutsche kennen hier nur das <e>, wie in <-en, -er> usw. Gleichzeitig gilt im Färöischen die Regel, dass unbetonte kurze Endungsvokale immer nur <a, i, u> ([a], [ɪ], [ʊ]) sein können, nie aber <á, e, í, ó, ú, y, ý, æ, ø> oder die eigentlichen Diphthonge. Einige geographische und Personennamen enden zwar auf <á>, aber das sind Zusammensetzungen mit dem Wort á (Bach, Fluss, vgl. dän. å).
- Die Dativendung -um des Plurals findet sich grundsätzlich in allen Klassen (nicht nur der Nomen) und wird in allen färöischen Dialekten als [ʊn] ausgesprochen. Generelle Eselsbrücke für diese Form: í Føroyum [ʊi 'fœɹjʊn] („in Färöern“ = auf den Färöern).
- Die Genitivform wird üblicherweise in Klammern gesetzt, weil sie in der gesprochenen Sprache (aber auch der geschriebenen) selten vorkommt, gewisse Genitivformen bei bestimmten Wörtern als „nicht existent“ gelten und der Genitiv meist zusammen mit Präpositionen im Dativ umschrieben wird. Dennoch gilt:

1. Die Genitivform des Singulars entscheidet bei allen Nominalklassen mit über deren Zugehörigkeit und wird im Wörterbuch neben der Grundform und dem Plural genannt.
2. In festen Wendungen taucht der Genitiv auf, wie zum Beispiel mit der Präposition vegna („wegen“) und verhält sich also wie in der deutschen Standardsprache. Ebenso mit til („zu, in Richtung zu etwas“): til Føroya – zu den Färöern.
3. Bei zusammengesetzten Wörtern steht der erste Bestandteil oft im Genitiv, wie auch in deutschen Wörtern wie „Sonntagsfahrer“ – gleichwohl Muttersprachler (in beiden Sprachen) dies nicht immer als Genitivform (an)erkennen.
Siehe zum Beispiel: grindaboð, markatal, wo der erste Bestandteil im Genitiv steht.
4. Namen von Institutionen wie Postverk Føroya („Postverwaltung der Färöer“) belegen überdies, dass diese Form zur lebenden Sprache gehört. *Postverk Føroyar würde als „ungrammatisch“ empfunden werden. Das -oy im Landesnamen der Färöer ist übrigens eine alte Form des heutigen oyggj und verhält sich genau so, wie im obigen Paradigma beschrieben.

#### Artikel
Allgemein unterscheiden sich die skandinavischen Sprachen von den anderen germanischen Sprachen dadurch, dass der bestimmte Artikel dem Substantiv angehängt wird, also ein Suffix ist. Dies ist im Färöischen nicht anders, und es bildet in dieser Hinsicht eine Gemeinsamkeit mit dem Norwegischen und Schwedischen, indem es in attributiven Stellungen eine doppelte Determination gibt – im Gegensatz zum Dänischen und Isländischen. Das heißt: Wenn ein determiniertes Substantiv durch ein Adjektiv näher beschrieben wird, taucht in dem Satz nicht nur der Artikel als einzelnes Lexem auf, sondern zusätzlich noch als Suffix an dem betreffenden Nomen.
Beispiel:
| Wikipedia, | hin | frælsa | alfrøðin         |
| Wikipedia, | die | freie  | Enzyklopädie-die |

Anmerkung:
- Die färöische Sprachpolitik richtet sich sehr nach derjenigen in Island, und daher ist der Begriff ensyklopedi als (aus dem Dänischen entlehnter) Internationalismus zwar nicht unüblich, wird aber meist durch das Wort alfrøði – was ungefähr die Vorstellung vermittelt, dass hier „alle Wissenschaften“ (-frøði = -wissenschaft) zusammengetragen werden – ersetzt.

##### Angehängter bestimmter Artikel
Grundsätzlich gilt, dass die Nominativform des angehängten bestimmten Artikels bei männlichen und weiblichen Nomen immer -(i)n und bei sächlichen -(i)ð ist, wobei sich das in den anderen Kasus anders darstellt. Als Faustregel kann gelten, dass sich die oben aufgeführten Nominalflexionen auch im Neutrum (wie in den anderen beiden Genera) so verhalten, dass ein n zwischen Stamm und Flexionsendung tritt, und dass die Dativendung -um in diesem Fall nicht nur im Plural, sondern auch im Singular auftritt (als -num).

##### Unbestimmter Artikel
Der unbestimmte Artikel ein verhält sich wie folgt (identisch mit dem Zahlwort):
|           | maskulin | feminin       | neutral  |
| Singular  | Singular | Singular      | Singular |
| --------- | -------- | ------------- | -------- |
| Nominativ | ein      | ein           | eitt     |
| Akkusativ | ein      | ein-a         | eitt     |
| Dativ     | ein-um   | ein-i/ein-ari | ein-um   |
| (Genitiv) | ein-s    | ein-ar        | ein-s    |
| Plural    |          |               |          |
| Nominativ | ein-ir   | ein-ar        | ein-i    |
| Akkusativ | ein-ar   | ein-ar        | ein-i    |
| Dativ     | ein-um   | ein-um        | ein-um   |
| (Genitiv) | ein-a    | ein-a         | ein-a    |

Anmerkungen:
- Die Aussprache verhält sich wie im Deutschen erwartet – mit Ausnahme der bereits bekannten Dativendung -um, die auch hier als [un] realisiert wird.
- Wie oben bereits erwähnt, gibt es die Pluralform dieses Wortes in keiner anderen germanischen Sprache (das Isländische ausgenommen). Hiermit wird zum Beispiel unterschieden, dass man sich „ein Paar Schuhe“ kauft und nicht „einige Schuhe“, wobei diese Konstruktion nicht als Dual dargestellt wird, den es im Altnordischen noch gab.
Beispiel: eg keypti einar skógvar = „ich kaufte *eine Schuhe“ (ein Paar) gegenüber: eg keypti skógvar = „ich kaufte Schuhe“ (egal wie viele und ob Paare).

Siehe: Distributive Zahlwörter in der färöischen Sprache

#### Adjektive
Wie im Deutschen gibt es bei Adjektiven (Eigenschaftswörtern) eine starke und eine schwache Beugung. Erstere wird bei unbestimmten Artikeln (ein, kein, einige etc.) verwendet, oder wenn das Hauptwort allein steht. In diesem Fall trägt das Hauptwort auch keinen angehängten bestimmten Artikel. Adjektive werden nach Genus, Kasus und Numerus gebeugt. Im Wörterbuch steht stets die männliche Nominativform der starken Beugung (erkennbar an der Endung -ur, die in einigen Fällen aber auch zum Wortstamm gehören kann).

##### Starke Beugung
- ein stórur bátur [ain 'stɔuɹʊɹ 'bɔatʊɹ] = ein großes Boot
- ein vøkur genta [ain 'vøkʊɹ 'ʤɛnta] = ein schönes Mädchen
- eitt gott barn [aitːʰ gɔtːʰ badn] = ein gutes Kind
- góður, góð, gott = guter, gute, gutes
- stórur (m), stór (f), stórt (n) = großer, große, großes
- vakur, vøkur, vakurt = schöner, schöne, schönes

In dieser Tabelle sind auch die dazugehörigen Fragewörter angegeben (hvør? = wer?, hvat? = was? usw.).
| Fall      | ?        | Maskulinum           | ?           | Femininum             | ?        | Neutrum              |
| --------- | -------- | -------------------- | ----------- | --------------------- | -------- | -------------------- |
| Nominativ | hvør?    | ein stórur bátur     | hvør?       | ein vøkur genta       | hvat?    | eitt gott barn       |
| Akkusativ | hvønn?   | ein stóran bát       | hvørja?     | eina vakra gentu      | hvat?    | eitt gott barn       |
| Dativ     | hvørjum? | einum stórum báti    | hvørj(ar)i? | einari vakari gentu   | hvørjum? | einum góðum barni    |
| Genitiv   | hvørs?   | eins stórs báts      | hvørjar?    | einar vakrar gentu    | hvørs?   | eins góðs barns      |
| Plural:   |          | (2 große Boote)      |             | (2 schöne Mädchen)    |          | (2 gute Kinder)      |
| Nominativ | hvørjir? | tveir stórir bátar   | hvørjar?    | tvær vakrar gentur    | hvørji?  | tvey góð børn        |
| Akkusativ | hvørjar? | tveir stórar bátar   | hvørjar?    | tvær vakrar gentur    | hvørji?  | tvey góð børn        |
| Dativ     | hvørjum? | tveimum stórum bátum | hvørjum?    | tveimum vøkrum gentum | hvørjum? | tveimum góðum børnum |
| Genitiv   | hvørja?  | tveggja stóra báta   | hvørja?     | tveggja vakra genta   | hvørja?  | tveggja góða barna   |

##### Schwache Beugung
- tann stóri báturin (m) = das große Boot
- tann vakra gentan (f) = das hübsche Mädchen
- tað góða barnið (n) = das gute Kind

| Fall      | Maskulinum           | Femininum               | Neutrum              |
| --------- | -------------------- | ----------------------- | -------------------- |
| Nominativ | tann stóri báturin   | tann vakra gentan       | tað góða barnið      |
| Akkusativ | tann stóra bátin     | ta vøkru gentuna        | tað góða barnið      |
| Dativ     | tí stóra bátinum     | tí vøkru gentuni        | tí góða barninum     |
| Genitiv   | tess stóra bátsins   | teirrar vøkru gentunnar | tess góða barnsins   |
| Plural    |                      |                         |                      |
| Nominativ | teir stóru bátarnir  | tær vøkru genturnar     | tey góðu børnini     |
| Akkusativ | teir stóru bátarnar  | tær vøkru genturnar     | tey góðu børnini     |
| Dativ     | teimum stóru bátunum | teimum vøkru gentunum   | teimum góðu børnunum |
| Genitiv   | teirra stóru bátanna | teirra vøkru gentunna   | teirra góðu barnanna |

#### Zahlwörter
| Zahl      | Name                 | Aussprache                     |
| --------- | -------------------- | ------------------------------ |
| 0         | null                 | [nʊlː]                         |
| 1         | ein eitt             | [ain] [ain] [aiʰtː]            |
| 2         | tveir tvær tvey      | [tvaiɹ] [tvɛaɹ] [tvɛi]         |
| 3         | tríggir tríggjar trý | [ˈtɹʊdʒːɪɹ] [ˈtɹʊdʒːaɹ] [trʊi] |
| 4         | fýra                 | [ˈfʊiɹa]                       |
| 5         | fimm                 | [fɪmː]                         |
| 6         | seks                 | [sɛks]                         |
| 7         | sjey                 | [ʃɛi]                          |
| 8         | átta                 | [ˈɔtːa]                        |
| 9         | níggju               | [ˈnʊdʒːʊ]                      |
| 10        | tíggju               | [ˈtʊdʒːʊ]                      |
| 11        | ellivu               | [ˈɛdlʊ]                        |
| 12        | tólv                 | [tœl]                          |
| 13        | trettan              | ['tɹɛtːan]                     |
| 14        | fjúrtan              | ['fjʏɹʂtan]                    |
| 15        | fimtan               | [fɪmtan]                       |
| 16        | sekstan              | [sɛkstan]                      |
| 17        | seytjan              | ['sɛitʃan]                     |
| 18        | átjan                | ['ɔtʃan]                       |
| 19        | nítjan               | ['nʊitʃan]                     |
| 20        | tjúgu                | [ˈtʃʉuvʊ]                      |
| 21        | einogtjúgu           | [ˈainoˌtʃʉuvʊ]                 |
| 30        | tretivu              | [ˈtɹɛdːvʊ]                     |
| 40        | fjøruti              | [ˈfjœɹtɪ]                      |
| 50        | hálvtrýss            | [ˈhɔltɹʊʃ]                     |
| 60        | trýss                | [tɹʊʃ]                         |
| 70        | hálvfjerðs           | [ˈhɔlfjɛʃ]                     |
| 80        | fýrs                 | [fʊʃ]                          |
| 90        | hálvfems             | [ˈhɔlfɛms]                     |
| 100       | (eitt) hundrað       | [aitʰ ˈhʊndɹa]                 |
| 101       | hundrað og ein       | [ˈhʊndɹa ɔ ain]                |
| 1000      | (eitt) túsund        | [aitʰ ˈtʉusɪn]                 |
| 1100      | ellivuhundrað        | [ˈɛdːlʊˌhʊndɹa]                |
| 2000      | tvey túsund          | [tvɛi tʉusɪn]                  |
| 1.000.000 | (ein) miljón         | [ain miljɔun]                  |
| 2.000.000 | tvær mɪljónir        | [tvɛaɹ ˈmɪljɔunɪɹ]             |

## Färöisch als Fremdsprache
Färöisch als Fremdsprache wird nur von Ausländern auf den Färöern und einigen Skandinavisten und Färöerfreunden im Ausland beherrscht.
Außerhalb der Färöer wird es lediglich an der Universität Kopenhagen und seit Januar 2011 auch am Nordkolleg Rendsburg unterrichtet. Die Universität der Färöer ist die einzige Bildungseinrichtung mit Färöisch als Hauptstudiengang innerhalb der Skandinavistik.
Das bedeutet auch, dass Kinder von Färingern im Ausland nirgends einen färöischen Schulunterricht bekommen können, außer bei ihren Eltern und der Volkshochschule der Färöer, die seit 2007 einen Sommerkurs für diese Kinder anbietet.
Die Universität der Färöer bietet für erwachsene ausländische Interessenten ebenfalls einen intensiven Sommerkurs in Färöisch an. Dieser findet in der Regel jedes Jahr statt und dauert eine Woche.
Gelehrte im deutschen Sprachraum für Färöisch waren Ernst Krenn (1897–1954) an der Universität Wien und Otmar Werner († 1997) an der Universität Freiburg.

## Textproben
| Färöisch | Lautschrift | Wortwörtlich (konkordant) | Übersetzung |
| --- | --- | --- | --- |
| Sigmundur fór at boða kristni í Føroyum. | [ˈsɪgmʊndʊɹ fɔuɹ a ˈboːa ˈkrɪstnɪ ɪ ˈfœɹjʊn.] | Sigmundur fuhr zu botschaften Christentum in Färöern. | Sigmundur sollte das Christentum auf den Färöern verkünden. |
| Tá ið nú tók at vára, kom kongur ein dag upp á mál við Sigmund og segði, at hann vildi senda hann vestur til Føroya at kristna tað fólk, sum har búði.        | [tɔaj nʉu tɔuk a ˈvɔaɹa, koːm ˈkɔŋgʊɹ ai̯n dɛa ʊʰpaˈmɔal vɪ ˈsɪgmʊnd̥ oː sɛijɪ, ɛat han vɪldɪ ˈsɛnda han ˈvɛstʊɹ tɪl̥ ˈfœɹja a ˈkɹɪstna ta ˈfœl̥k, sʊm hɛaɹ ˈbʉuwɪ.]           | Da es nun nahm zu Frühling-werden, kam König einen Tag auf Sprache mit Sigmund und sagte, dass er wollte senden ihn westlich zu Färöer zu christinianisieren das Volk, das dort wohnte. | Als der Frühling nahte, kam der König zu Sigmund, um mit ihm zu reden, und sagte, dass er ihn auf die Färöer schicken wolle, um das Volk zu christianisieren, das dort wohnte. |
| Sigmundur bar seg undan hesum starvi, men játtaði tá umsíður kongi tað, ið hann vildi.                                                                        | [ˈsɪgmʊndʊɹ bɛa ʂe ˈʊndan heːsʊn ˈstaɹvɪ, mɛn ˈjɔʰtːajɪ tɔa ʊm̥ˈsʊijɪɹ ˈkɔŋgɪ tɛa, ʊi han ˈvɪldɪ.]                                                                          | Sigmundur trug sich weg von dieser Arbeit, aber versprach dann umseitig König das, was er wollte.                                                                                       | Sigmund entschuldigte sich von dieser Aufgabe, aber später versprach er dem König das, was er wollte.                                                                          |
| Kongur setti hann tá til at vera valdsmaður yvir øllum oyggjunum og fekk honum prestar til at skíra fólkið og kenna teim tað fremsta í teirri kristnu trúnni. | [ˈkɔŋgʊɹ ˈsɛʰtːɪ han ˈtɔa tɪl a vɛːɹa ˈval̥smɛavʊɹ iːvɪɹ ˈœdlʊn ˈɔʤʊnʊn oː ˈfɛʰkː hɔnʊn ˈpɹɛstaɹ tɪl a ˈskʊiɹa ˈfœl̥ʧɪ o ˈʧɛnːa taim ta ˈfɹɛmsta ɪ tai̯ɹːɪ ˈkɹɪstnʊ ˈtrʏnːɪ.] | König setzte ihn dann hinzu zu sein Gewaltmann über alle Inseln-die und bekam ihm Priester hinzu zu taufen Volk-das und kennen-machen ihnen das Vorderste in dem christlichen Glauben.  | Der König ernannte ihn dann zum Herrscher über alle Inseln und besorgte ihm Priester, die das Volk taufen und ihm die Grundlagen des christlichen Glaubens beibringen sollten. |
| Sigmundur sigldi nú, tá ið hann var ferðabúgvin, og ferðin gekkst honum væl.                                                                                  | [ˈsɪgmʊndʊɹ ˈsɪldɪ ˈnʉu, tɔaj han var ˈfɛɹabɪgvɪn, oː ˈfɛrɪn ʤɛʰkst honʊn ˈvɛal.]                                                                                          | Sigmundur segelte nun, da es er war fahrbereit, und Fahrt-die ging ihm wohl. | Als Sigmundur fahrbereit war, segelte er los, und die Fahrt verlief gut für ihn.                                                                                               |
| Tá ið hann kom til Føroya, stevndi hann bóndunum til tings í Streymoy, og har kom stór mannfjøld saman.                                                       | [tɔaj han kom tɪl ˈfœɹja, ˈstɛundɪ han ˈbœndʊnʊn tɪl ˈtɪŋ̊s ɪ ˈstɹɛimɔi, oː hɛaɹ kom ˈstɔuɹ ˈmanfjœld̥ ˈsɛaman.]                                                             | Da es er kam zu Färöer, versammelte er Bauern-die zu Tings in Streymoy, und dort kam große Mannfalt zusammen.                                                                           | Als er die Färöer erreichte, versammelte er die Bauern zum Ting auf Streymoy, und dort kam eine große Menschenmenge zusammen.                                                  |

Beispiel aus: W.B. Lockwood, An Introduction to Modern Faroese. Lockwood verwendet hier eine neufäröische Version der Färingersaga und zitiert den Abschnitt, wo Sigmundur Brestisson vom norwegischen König beauftragt wird, die Färöer zu christianisieren. Die Forschung geht davon aus, dass sich das entsprechende Ting im Jahre 999 auf Tinganes versammelte.
| Färöisch | Lautschrift | Wortwörtlich (konkordant) | Übersetzung |
| --- | --- | --- | --- |
| Leygardagin varð nýggi Smyril doyptur í San Fernando í Suðurspania. Anita Eidesgaard, løgmansfrúa, bar fram hesa yrking, tá hon doypti skipið: | ['lɛijaɹˌdɛajɪn vaɹ nʊʤːɪ ˈsmiːɹɪl dɔiʰptʊɹ ɪ san fɛrnando ɪ ˌsuwuɹˈspaːnja. aˈniːta ˈaidɛsgɔaɹd, ˈlœgmansfɹʏa, bɛaɹ fɹam heːsa iɻʧɪŋg, tɔa hoːn dɔiʰptɪ ʃiːpɪ] | Samstag-den war neue Smyril getaufter in San Fernando in Südspanien. Anita Eidesgaard, Løgmannsfrau, trug vor dieses Gedicht, da sie taufte Schiff-das. | Am Samstag wurde die neue Smyril in San Fernando in Südspanien getauft. Anita Eidesgaard, die Frau des Ministerpräsidenten, trug dieses Gedicht vor, als sie das Schiff taufte. |
| Tú boðar um ljósar tíðir tú álit suðuroyinga ver ein knørrur so snøggur og fríður sum framburð til oynna ber                                   | [tʉu boːaɹ ʊm ljɔusaɹ tʊijɪɹ tʉu ɔalɪt ˈsuwʊɹɪŋga veːɹ ain knœɹːʊɹ soː snœgːʊɹ oː frʊijʊɹ sʊm fɹambʊɹ tɪl ɔidna beːɹ]                                           | Du botschaftest um lichte Zeiten Du Hoffnung der Suðuringer sei Ein Knörr so geschniegelt und schön das Fortschritt zu Insel-der trägt                  | Du kündest von hellen Zeiten Du Hoffnung der Suðuroyer Ein Schiff so stolz und schön Das den Fortschritt auf die Insel bringt.                                                  |
| Má Harrin signa verkið og føra teg trygt í havn tað veri títt stavnamerki og Smyril verður títt navn                                           | [mɔa haɹːɪn sɪgna vɛɻʧɪ oː føɹa teː trɪgt ɪ haun tɛa veːɹɪ tʊiʰtː staunamɛɻʧɪ oː smiːɹɪl vɛɹʊɹ tʊiʰtː naun]                                                     | Möge Herr-der segnen Werk-das Und führe dich sicher in Hafen Das sei deine Stevenmarke Und Smyril werde dein Name.                                      | Der Herr segne das Werk Und führe dich sicher in den Hafen Das sei dein Schriftzug an der Bordwand Und Smyril sei dein Name.                                                    |

Quelle: Pressemitteilung der Färöischen Landesregierung vom 26. September 2005. Die neue Smyril ist eine hochmoderne Autofähre, die die Fahrtzeit von Suðuroy nach Tórshavn erheblich verkürzt und insbesondere für die Bewohner der Südinsel von immenser Bedeutung ist.
Weitere Beispiele in den Artikeln
- Färingersaga
- Helena Patursson
- Mítt alfagra land (Nationalhymne mit deutscher Übersetzung)
- Ormurin Langi
- Poul Poulsen Nolsøe (Mythen um den Nationalhelden Nólsoyar Páll, färöisch und deutsch)
- Schafsbrief
- Stóra Dímun (aus der Färingersaga: altisländisch, neufäröisch, dänisch und deutsch)

Im Internet
- Bibel der färöischen Kirche (auf Färöisch und Dänisch)
- Die Bibel der Baptisten (auf Färöisch) (Memento vom 14. August 2015 im Internet Archive)
- Thor und die Midgardschlange (färöisch, englisch, deutsch, interskandinavisch)

## Färöische Begriffe und Lehnwörter
In den folgenden Artikeln werden einzelne färöische Begriffe erklärt:
- Glossar der färöischen geographischen Namen
- Grindaboð (Grindwal-Alarm)
- Løgting (Parlament der Färöer)
- Markatal (landwirtschaftliches Ertragsmaß)
- Ólavsøka (Nationalfeiertag der Färöer)
- Roykstova (Rauchstube)

Es gibt in der deutschen Sprache zwei echte Lehnwörter aus dem Färöischen: Grindwal und Skua (Raubmöwe).

## Trivia
- Während ein Wort wie „Sehnenscheidenentzündung“ im Deutschen aus 24 Buchstaben besteht (das dänische seneskedehindebetændelse hat ebenfalls 24 Buchstaben), heißt diese Erkrankung auf Färöisch einfach nur gø.[42][43]
- Jakob Jakobsen stellte fest, dass es mehr als vierzig Wörter im Färöischen für „mehr oder weniger Wellengang“ gibt, darunter Begriffe wie kjak (auch: „Diskussion, Disput, Internetforum“), ódn (auch: „Orkan“) oder tvætl (auch: „Quatsch“).[44]

### Einführungen
Einen konzentrierten Überblick in deutscher oder englischer Sprache geben:
- Michael P. Barnes, Eivind Weyhe: Faroese. In: The Germanic Languages. Hrsg. von Ekkehard König und Johan van der Auwera. Routledge, London / New York 1994, ISBN 0-415-05768-X, S. 190–218.
- Kurt Braunmüller: Die skandinavischen Sprachen im Überblick. A. Francke, Tübingen 2007, UTB 1635. ISBN 978-3-8252-1635-1 (3. aktualisierte und erweiterte Auflage), S. 275 ff.
- Michael Schäfer: Färöisch. In: Janet Duke (Hrsg.): EuroComGerm. Germanische Sprachen lesen lernen. Band 2: Seltener gelernte germanische Sprachen. Afrikaans, Färöisch, Friesisch, Jenisch, Jiddisch, Limburgisch, Luxemburgisch, Niederdeutsch, Nynorsk. Shaker, Düren 2019, ISBN 978-3-8440-6412-4, S. 55–80.

Eine ältere Einführung der färöischen Sigurdlieder für das historisch-vergleichende Studium:
- W. B. Lockwood: Die färöischen Sigurdlieder nach der Sandoyarbók. Mit Grammatik und Glossar. Føroya Fróðskaparfelag, Tórshavn 1983

### Grammatiken und Lehrbücher
- Ernst Krenn: Föroyische Sprachlehre (= Germanische Bibliothek. 1. Abteilung: Elementar- und Handbücher. 1. Reihe: Grammatiken. 22. Band). Carl Winter´s Universitätsbuchhandlung, Heidelberg 1940.
- W. B. Lockwood: An Introduction to Modern Faroese. Føroya Skúlabókagrunnur, 4. Auflage Tórshavn 2002 (zuerst bei Munksgaard, Copenhagen 1955; weitere, unveränderte Auflagen 1964 und 1977).
- Höskuldur Thráinsson, Hjalmar P. Petersen, Jógvan í Lon, Zakaris Svabo Hansen: Faroese. An Overview and Reference Grammar. Føroya Fróðskaparfelag, Tórshavn 2004, ISBN 99918-41-85-7 (die wissenschaftliche Standardgrammatik).
- Richard H. Kölbl: Färöisch. Wort für Wort (= Kauderwelsch. Band 171). 1. Auflage. Reise-Know-How-Verlag Rump, Bielefeld 2004, ISBN 978-3-89416-350-1.
- H. P. Petersen & J. Adams: Faroese. A Language Course for Beginners. Textbook / Grammar. Stiðin, Tórshavn 2009.

Nur auf Färöisch sind z. B.:
- Paulivar Andreasen, Árni Dahl: Mállæra. Føroya Skúlabókagrunnur, Tórshavn 1997, ISBN 99918-0-122-7 (3. Auflage 2004; Grammatik für Lehrer im muttersprachlichen Färöischunterricht).
- Jeffrei Henriksen: Bendingarlæra. Sprotin, Vestmanna 2004, ISBN 99918-44-72-4 (Flexionslehre).
- Kári Davidsen, Jonhard Mikkelsen: Ein ferð inní føroyskt. Føroya Skúlabókagrunnur, Tórshavn 1993 (Färöischlehrbuch für die Sekundarstufe).

### Wörterbücher
Das Standardwörterbuch ist seit 1998 das einsprachige Føroysk orðabók, das seit 2007 auch im Internet verfügbar ist (siehe Weblinks). Es wurde unter der Leitung von Prof. Jóhan Hendrik Winther Poulsen erstellt.
- Jóhan Hendrik W. Poulsen et al.: Føroysk orðabók. Føroya Fróðskaparfelag, Tórshavn 1998, ISBN 99918-41-52-0 (einbändige Ausgabe), ISBN 99918-41-53-9 (gebundene Ausgabe in 2 Bänden), ISBN 99918-41-54-7 (CD-ROM)
- V. U. Hammershaimb: Færøsk Anthologi. Kopenhagen, 1891, dritte unveränderte Ausgabe, Tórshavn 1991; Band 2 Ordsammling von Jakob Jakobsen. (Färöisch-Dänisches Glossar)

#### Färöisch-Deutsch
Das erste Färöisch-Deutsche Wörterbuch erschien 2013:
- Ulf Timmermann: Føroysk-týsk orðabók. Orðabókagrunnurin, Tórshavn 2013, ISBN 978-99918-802-5-9

#### Färöisch-Dänisch-Färöisch
Die beiden hier aufgeführten Titel sind färöisch-dänische bzw. dänisch-färöische Wörterbücher. Das Føroysk-Donsk Orðabók erschließt einen großen Teil des färöischen Wortschatzes, während das Donsk-Føroysk Orðabók wichtige Rückschlüsse auf den färöischen Umgang mit Internationalismen, Anglizismen und niederdeutschen Lehnwörtern gestattet, die im Dänischen häufig sind und in der färöischen Schriftsprache meist vermieden werden.
- M. A. Jacobsen und Christian Matras: Føroysk-Donsk Orðabók. Føroya Fróðskaparfelag, Tórshavn 1961 (zuerst 1927–1928 im Verlag Varðin, Tórshavn und J. H. Schultz, København)
- Jóhannes av Skarði: Donsk-Føroysk Orðabók. Føroya Fróðskaparfelag, 2. Auflage Tórshavn 1977
- Hjalmar P. Petersen (Hauptautor): Donsk-føroysk orðabók: við stødi í Donsku-føroysku orðabókini/ eftir Jóhannes av Skarði. Føroya Fróðskaparfelag, 3. Auflage Tórshavn, ISBN 99918-41-51-2

#### Englisch-Färöisch-Englisch
Das zweibändige Wörterbuch Färöisch-Englisch/Englisch-Färöisch von 2008 ist das größte färöische Wörterbuch bisher:
- Annfinnur í Skála / Jonhard Mikkelsen: Føroyskt / enskt – enskt/føroyskt. Vestmanna: Sprotin 2008. 2 Bände.[45]

### Sprachgeschichte und Sprachpolitik
- Christian Gebel: Die Färöer – Geschichte und Sprachgeschichte, Schriftenreihe des Deutsch-Färöischen Freundeskreises – Heft 1, Düsseldorf 1988 (18 Seiten, Abbildungen. Ein Vortrag, der anlässlich der Gründung des Deutsch-Färöischen Freundeskreises in Düsseldorf am 9. Oktober 1988 gehalten wurde)
- Tórður Jóansson: English loanwords in Faroese. Fannir, Tórshavn 1997, ISBN 99918-49-14-9 (Doktorarbeit über die englischen Lehnwörter im Färöischen)
- Christer Lindqvist: „Sprachideologische Einflüsse auf die färöische Orthographie(forschung)“ In: North-Western European Language Evolution (NOWELE), Odense, 43:77–144 (2003)

Auf Färöisch:
- André Niclasen: Føroya mál á manna munni. Lærabókaforlagið, Tórshavn 2007, ISBN 99918-910-4-8 (über die Umgangssprache im Gegensatz zur Schriftsprache)
- Johan Hendrik W. Poulsen: Mál í mæti. Føroya Fróðskaparfelag, Tórshavn 2004, ISBN 99918-41-84-9 (Sammlung von linguistischen Aufsätzen)